# COVID-19-Pandemie in Sachsen-Anhalt
Die COVID-19-Pandemie tritt in Sachsen-Anhalt seit 2020 als Teil der weltweiten COVID-19-Pandemie und im Besonderen der COVID-19-Pandemie in Deutschland auf. Die Pandemie betrifft die neuartige Erkrankung COVID-19. Diese wird durch das Virus SARS-CoV-2 aus der Gruppe der Coronaviridae verursacht und gehört in die Gruppe der Atemwegserkrankungen.

## Allgemeiner Verlauf
Am 10. März 2020 wurde vom Robert Koch-Institut die erste SARS-CoV-2-Infektion in Sachsen-Anhalt – als letztem deutschen Bundesland – bestätigt. Ab dem 11. März 2020 stufte die Weltgesundheitsorganisation (WHO) das Ausbruchsgeschehen des neuartigen Coronavirus als weltweite Pandemie ein.
In Sachsen-Anhalt blieben die Auswirkungen der Pandemie im Vergleich zu den meisten anderen Bundesländern lange Zeit stark unterdurchschnittlich. Am 1. Oktober 2020 gab es mit 2.654 Infektionsfällen und 79 Todesfällen nur in Mecklenburg-Vorpommern weniger Infektionen und Todesfälle auf 100.000 Einwohner. Allerdings traten bereits im Oktober 2020 genauso viele Neuinfektionen auf wie bis dahin insgesamt seit Pandemiebeginn. Im November 2020 verdoppelte sich die Gesamtfallzahl erneut, zudem stiegen die Todeszahlen nun stark an. Die Sieben-Tage-Inzidenz betrug seit Dezember 2020 häufig über 100. Binnen weniger Wochen starben kurz darauf mehr als 1.000 Menschen, wobei teils über 60 Tote am Tag registriert wurden.
Bis zum 2. Januar 2021 war die Fallzahl auf 30.708 angestiegen, was aber umgerechnet auf 100.000 Einwohnern noch immer weit unter dem Bundesdurchschnitt lag und nur von Mecklenburg-Vorpommern und Schleswig-Holstein unterboten wurde. Der Wert der Toten auf 100.000 Einwohner überstieg allerdings bereits am 23. Januar 2021 den Bundesdurchschnitt und war seit dem 2. Februar 2021 der vierthöchste in Deutschland. Immer wieder befanden sich Kreise aus Sachsen-Anhalt unter denen mit der höchsten 7-Tage-Inzidenz bundesweit. Anfang Mai 2021 waren – auch verursacht durch die Verbreitung der ansteckenderen SARS-CoV-2-Variante Alpha – bereits mehr als 3.000 Menschen aufgrund der Pandemie verstorben und Sachsen-Anhalt lag bei den Toten pro 100.000 Einwohner mit einem Wert von 141 – zusammen mit Brandenburg – auf Platz 3 der am schwersten betroffenen Bundesländer.
Im Sommer 2021 sank die Zahl der Neuinfektionen und Todesfälle allmählich ab. Die 7-Tage-Inzidenz betrug Anfang Juli 2021 nur noch 1,0. Mit der Ausbreitung der SARS-CoV-2-Variante Delta kam es aber ab September wieder zu einem Anstieg und während in der dritten Septemberwoche die Inzidenzzahlen in einigen westlichen Bundesländern deutlich sanken – in NRW und Rheinland-Pfalz um über 20 % – stiegen sie in den östlichen Bundesländern, wo die Impfquoten deutlich niedriger waren, weiter deutlich an. Obwohl die Zahl der Infektionsfälle pro 100.000 Einwohner weiterhin unter dem Bundesdurchschnitt lag, blieb Sachsen-Anhalt nun dauerhaft bei den Todeszahlen pro 100.000 Einwohner unter den drei am schwersten betroffenen Bundesländern Deutschlands. Durch einen extremen Anstieg der 7-Tage-Inzidenz im Verlauf des Monats November, in dem einzelne Kreise eine Inzidenz von über 1.000 meldeten, überstieg schließlich Ende November 2021 auch die Zahl der Infektionsfälle pro 100.000 Einwohner den Bundesdurchschnitt, und wurde nur noch von wenigen süd- und ostdeutschen Bundesländern übertroffen, die zudem teils noch wesentlich höhere 7-Tage-Inzidenzen meldeten.
In der Wintersaison 2021/2022 nahm das Infektionsgeschehen deutlich zu. Allerdings gab es nun deutlich weniger Hospitalisierungen und weniger Tote gerade auch in Relation zu den hohen Infektionszahlen. Binnen zwei Monaten – zwischen Anfang November 2021 und Anfang Januar 2022 – wurde bei mehr Menschen in Sachsen-Anhalt Covid-19 nachgewiesen als bis dahin insgesamt. Danach stiegen die Zahlen auf noch höhere Werte an, so dass allein im März 2022 so viele Fälle registriert wurden wie in den ersten anderthalb Jahren der Pandemie insgesamt. Der viertausendste Covid-19-Tote wurde Mitte Dezember gemeldet, der 5000. Tote Ende März 2022. In Sachsen-Anhalt haben sich von Anfang März 2020 bis 20. Juni 2022 33.454 pro 100.000 Einwohner infiziert. Dieser Wert lag über dem bundesdeutschen Durchschnitt (32.724) und wurde nur von vier anderen Bundesländern übertroffen. Bei den Toten pro 100.000 Einwohner seit Pandemiebeginn lag der Wert (247) nur in zwei anderen Bundesländern höher (Thüringen 346, Sachsen 384), der Bundesdurchschnitt bei 169.

## Statistik

### Tabellarische Kurzfassung des Verlaufs 2020
| Datum    | Gesamt- fallzahl | Todesfälle | 7-Tage- Inzidenz | Quelle                      |
| -------- | ---------------- | ---------- | ---------------- | --------------------------- |
| 01.03.20 | 0                | 0          | 0                |                             |
| 10.03.20 | 8                | 0          | o. A.            | Pressemitteilung des Landes |
| 01.04.20 | 776              | 8          | o. A.            | Pressemitteilung des Landes |
| 01.05.20 | 1.572            | 44         | o. A.            | Pressemitteilung des Landes |
| 02.06.20 | 1.708            | 55         | o. A.            | Pressemitteilung des Landes |
| 15.06.20 | 1.772            | 57         | o. A.            | Pressemitteilung des Landes |
| 14.07.20 | 1.923            | 62         | o. A.            | Pressemitteilung des Landes |
| 03.08.20 | 2.036            | 64         | o. A.            | Pressemitteilung des Landes |
| 01.09.20 | 2.253            | 65         | o. A.            | Pressemitteilung des Landes |
| 01.10.20 | 2.694            | 68         | o. A.            | Pressemitteilung des Landes |
| 01.11.20 | 5.338            | 81         | 57,41            | Pressemitteilung des Landes |
| 01.12.20 | 12.828           | 181        | 102,79           | Pressemitteilung des Landes |

### Tabellarische Kurzfassung des Verlaufs 2021
| Datum    | Gesamt- fallzahl | Todesfälle | 7-Tage- Inzidenz | Erst- impfungen | Zweit- impfungen | Quelle                        |
| -------- | ---------------- | ---------- | ---------------- | --------------- | ---------------- | ----------------------------- |
| 01.01.21 | 31.041           | 679        | 185,71           | ca. 0,5 %       | 0,0 %            | Pressemitteilung des Landes   |
| 01.02.21 | 52.584           | 1.797      | 167,49           | 2,28 %          | 0,92 %           | Pressemitteilung des Landes   |
| 01.03.21 | 61.062           | 2.454      | 97,37            | 4,44 %          | 2,39 %           | Pressemitteilung des Landes   |
| 01.04.21 | 74.060           | 2.754      | 175,14           | 11,98 %         | 4,53 %           | Pressemitteilung des Landes   |
| 01.05.21 | 90.989           | 3.094      | 168,9            | 28,1 %          | 7,4 %            | Pressemitteilungen des Landes |
| 01.06.21 | 98.458           | 3.323      | 29,3             | 40,5 %          | 17,7 %           | Pressemitteilungen des Landes |
| 01.07.21 | 99.238           | 3.428      | 1,0              | 52,2 %          | 35,7 %           | Pressemitteilung des Landes   |
| 03.08.21 | 99.502           | 3.454      | 6,1              | 57,4 %          | 50,6 %           | Pressemitteilung des Landes   |
| 01.09.21 | 100.809          | 3.492      | 16,9             | 60,9 %          | 57,8 %           | Pressemitteilung des Landes   |
| 01.10.21 | 104.227          | 3.538      | 42,1             | 63,5 %          | 61,1 %           | Pressemitteilung des Landes   |
| 01.11.21 | 112.250          | 3.581      | 121,7            | 64,6 %          | 63,0 %           | Pressemitteilung des Landes   |
| 01.12.21 | 158.709          | 3.806      | 692,4            | 67,1 %          | 65,1 %           | Pressemitteilung des Landes   |

### Tabellarische Kurzfassung des Verlaufs 2022
| Datum    | Gesamt- fallzahl | Todesfälle | 7-Tage- Inzidenz | Erst- impfungen | Zweit- impfungen | Dritt- impfungen | Quelle                      |
| -------- | ---------------- | ---------- | ---------------- | --------------- | ---------------- | ---------------- | --------------------------- |
| 03.01.22 | 226.782          | 4.278      | 289,7            | 69,7 %          | 68,0 %           | 33,4 %           | Pressemitteilung des Landes |
| 01.02.22 | 269.115          | 4.597      | 835,0            | 71,2 %          | 71,0 %           | 47,3 %           | Pressemitteilung des Landes |
| 01.03.22 | 412.427          | 4.754      | 1.816,0          | 72,6 %          | 71,7 %           | 52,3 %           | Pressemitteilung des Landes |
| 01.04.22 | 609.580          | 5.008      | 1.648,4          | 73,2 %          | 72,0 %           | 54,2 %           | Pressemitteilung des Landes |
| 02.05.22 | 691.695          | 5.254      | 559,0            | 73,8 %          | 73,2 %           | 55,0 %           | Pressemitteilung des Landes |
| 01.06.22 | 717.366          | 5.354      | 111,4            | 73,8 %          | 73,3 %           | 55,5 %           | Pressemitteilung des Landes |
| 01.07.22 | 746.026          | 5.411      | 430,4            | x               | x                | x                | Lagebericht des RKI         |
| 01.08.22 | 791.387          | 5.481      | 427,3            | x               | x                | x                | Lagebericht des RKI         |
| 01.09.22 | 820.803          | 5.649      | 191,1            | x               | x                | x                | Lagebericht des RKI         |
| 04.10.22 | 848.101          | 5.721      | 341,8            | x               | x                | x                | Lagebericht des RKI         |
| 01.11.22 | 902.073          | 5.842      | 307,1            | x               | x                | x                | Lagebericht des RKI         |
| 01.12.22 | 926.111          | 6.046      | 242,7            | x               | x                | x                | Lagebericht des RKI         |

### Tabellarische Kurzfassung des Verlaufs 2023
| Datum    | Gesamt- fallzahl | Todesfälle | 7-Tage- Inzidenz | Erst- impfungen | Zweit- impfungen | Dritt- impfungen | Quelle              |
| -------- | ---------------- | ---------- | ---------------- | --------------- | ---------------- | ---------------- | ------------------- |
| 02.01.23 | 945.959          | 6.127      | 121,7            | x               | x                | x                | Lagebericht des RKI |
| 01.02.23 | 953.639          | 6.228      | 60,1             | x               | x                | x                | Lagebericht des RKI |
| 01.03.23 | 959.479          | 6.269      | 67,1             | x               | x                | x                | Lagebericht des RKI |
| 03.04.23 | 964.443          | 6.338      | 36,3             | x               | x                | x                | Lagebericht des RKI |
| 21.04.23 | 965.855          | 6.380      | 18,1             | x               | x                | x                | Lagebericht des RKI |

### Übersterblichkeit 2020
Die Übersterblichkeit im Jahr 2020 betrug in Sachsen-Anhalt 4 Prozent. Zum Anfang des Jahres war sie noch hinter den Vorjahren zurückgeblieben, stieg aber insbesondere zum Ende des Jahres stark an, lag im Oktober 2020 bei 7 Prozent und im November bei 6 Prozent, im Dezember aber bei 31 Prozent und in der 52. Kalenderwoche sogar bei 46 Prozent. Bei einzelnen älteren Personengruppen und in einzelnen Kreisen war sie noch höher. Den höchsten Wert registrierte der Landkreis Stendal in der 52. Kalenderwoche, in der 163 Prozent mehr Menschen starben als im selben Zeitraum in den Vorjahren. Im Dezember 2020 waren 18,3 Prozent aller Todesfälle in Sachsen-Anhalt einer Covid-19-Infektion zuzuschreiben. Es war damit in diesem Monat mit 703 Fällen die dritthäufigste Todesart nach Herz-Kreislauf-Erkrankungen (1.331 Tote) und Krebs (716). Zirka 78 Prozent aller Covid-19-Toten des Jahres 2020 verstarben demnach im Dezember (703 von 897).

### Übersterblichkeit 2021
Die Übersterblichkeit blieb im Januar 2021 in einigen Kreisen außerordentlich hoch. So starben im Landkreis Stendal in der 1. Kalenderwoche 90 Prozent mehr Menschen als in den Vorjahren. In der kreisfreien Stadt Dessau-Roßlau wurde hingegen eine Untersterblichkeit (−3 Prozent) registriert. Im Landesdurchschnitt betrug die Übersterblichkeit im Januar 40 Prozent. Auch in der 2. Kalenderwoche setzte sich dies fort, denn der Landesdurchschnitt lag um 48 Prozent höher, im Landkreis Mansfeld-Südharz betrug die Übersterblichkeit 76 Prozent. In der Landeshauptstadt Magdeburg hingegen nur ein Prozent. Erstmals war nun COVID-19 die Haupttodesursache in einer Woche in Sachsen-Anhalt und übertraf mit 30 Prozent aller Todesfälle sogar die Herz-Kreislauf-Erkrankungen (29 Prozent) und Krebs (16 Prozent).
In der zweiten Jahreshälfte lag die Übersterblichkeit in Sachsen-Anhalt erneut über dem zu erwartenden Wert. Für das gesamt Halbjahr bemessen lag der Wert sechs Prozent höher als entsprechend der Alterszusammensetzung zu erwarten.

### Übersterblichkeit 2022
Im Jahr 2022 war die Übersterblichkeit nicht mehr so eindeutig einzelnen Faktoren zuzuordnen, da neben der Covid-19-Pandemie auch Hitze und Grippe eine Rolle spielten. Dennoch blieb die Pandemie eine der Haupt-Todesursachen und in etlichen Wochen nachweislicher Hauptfaktor für überdurchschnittliche Todeszahlen.

### Diagramme Infektionsfälle bis Ende Mai 2021
Bestätigte Infektionen (kumuliert) in Sachsen-Anhalt
(nach Daten des RKI aus COVID-19-Pandemie in Deutschland)
Bestätigte Infektionen (neue Fälle) in Sachsen-Anhalt
(nach Daten des RKI aus COVID-19-Pandemie in Deutschland)
Zahl der neu bekannten Infektionen der letzten 7 Tage bezogen auf 100.000 Einwohner. (7-Tage-Inzidenz)

### Diagramme Todesfälle bis Ende Mai 2021
Bestätigte Todesfälle (kumuliert) in Sachsen-Anhalt
(nach Daten des RKI aus COVID-19-Pandemie in Deutschland)
Bestätigte Todesfälle (täglich) in Sachsen-Anhalt
(nach Daten des RKI aus COVID-19-Pandemie in Deutschland)
Anmerkungen
1. 1 2 3 4  Hier sind Fälle aufgelistet, die dem RKI über den Meldeweg oder offizielle Quellen mitgeteilt wurden. Da es sich um eine sehr dynamische Situation handelt, kann es zu Abweichungen oder Verzögerungen zwischen den RKI-Fällen und Angaben anderer Stellen, etwa der betroffenen Bundesländer oder der Weltgesundheitsorganisation (WHO), kommen.

### Nachkorrektur 2020
Die Statistik für das Jahr 2020 wurden am 8. Juli 2021 anders wiedergegeben als bis dahin. In einer Mitteilung des Statistischen Landesamtes wurde die Zahl der direkt nachgewiesenen Todesfälle durch Covid-19 in Sachsen-Anhalt mit 893 angegeben. Bei 4 weiteren Todesfällen konnte wahrscheinlich gemacht werden, dass diese durch Covid-19 verursacht wurden. Zudem starben im Jahr 2020 weitere 208 Menschen mit Covid-19, ohne dass dieses die Todesursache war, und 1.635 Einwohner an anderen Atemwegserkrankungen. Am 1. Januar 2021 war die Gesamtzahl der Covid-19-Toten hingegen mit 679 angegeben worden, so dass die Zahl der 2020 tatsächlich nachgewiesenen Covid-19-Todesfälle nun – mit 897 – um 218 Fälle höher liegt.

## Reaktionen und Maßnahmen

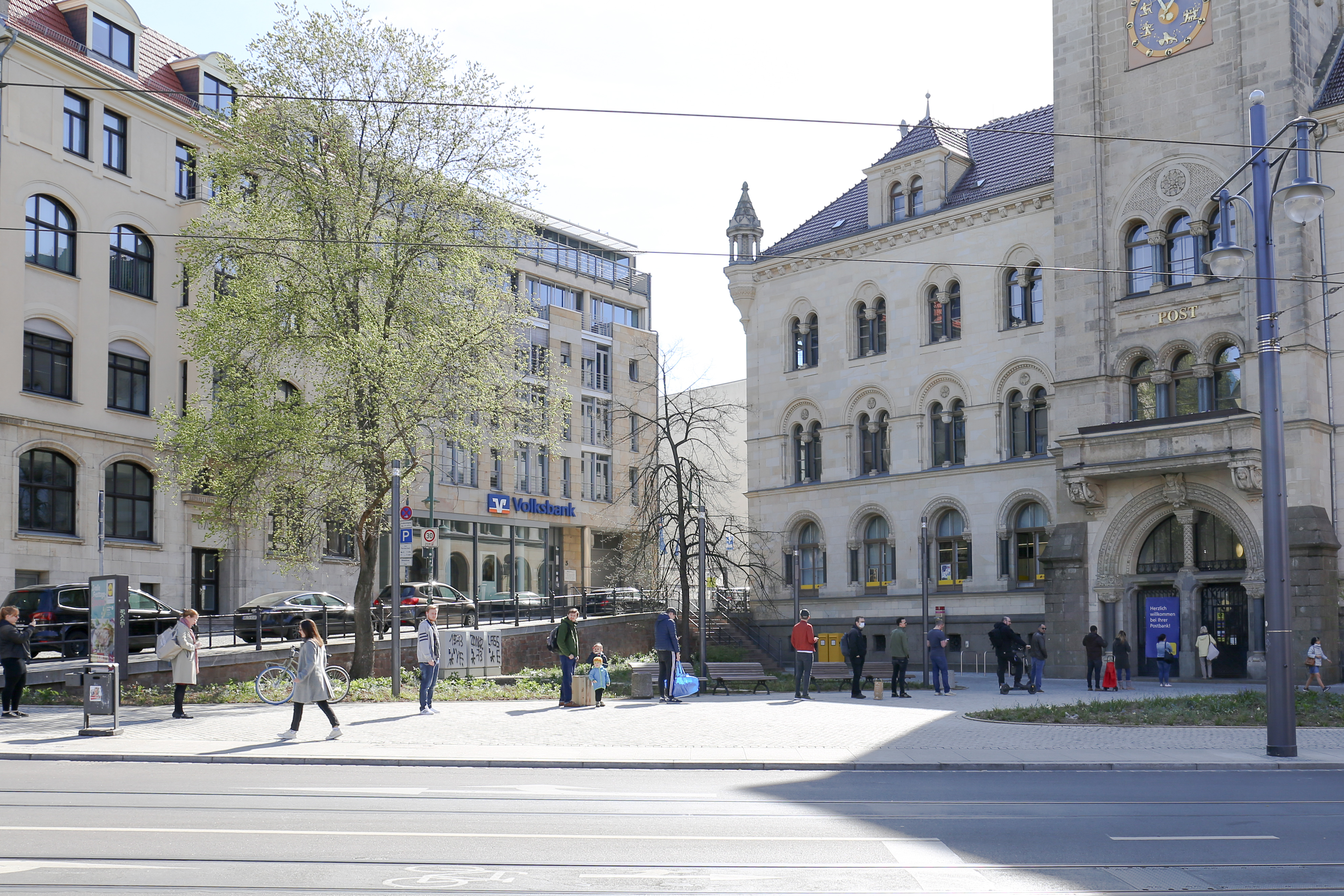
Wartende Menschen mit Mindestabstand vor einer Postfiliale in Halle (Saale)

### Maßnahmen 2020
Am 13. März verfügte Sachsen-Anhalt eine landesweite Schulschließung ab dem 16. März. Eine Notbetreuung wurde in der Folge für Kinder, deren Eltern in systemrelevanten Berufen arbeiten, eingerichtet.
Am 19. März wurden „Reisen aus touristischem Anlass in das Land Sachsen-Anhalt“ untersagt. Bereits dort anwesende „Landesfremde“ mussten bis zum 21. März das Land verlassen. Auch Reisebusreisen innerhalb des Landes wurden verboten.
Das Landesverwaltungsamt Sachsen-Anhalt erließ am 22. März eine Allgemeinverfügung, der zufolge das Verlassen der Wohnung nur noch mit „triftigem Grund“ gestattet ist. Die Verordnung ist zunächst bis 5. April befristet.
In Halle (Saale) wurde am 18. März 2020 der Katastrophenfall ausgerufen, welcher bis zum 13. April 2020 in Kraft blieb.
Halle war die erste Stadt in Sachsen-Anhalt, die eine Maskenpflicht vorschrieb. Sie galt ab 14. April 2020 für den Wochenmarkt. Am 21. April 2020 beschloss die Landesregierung, dass ab 23. April in Sachsen-Anhalt eine Maskenpflicht gilt. Kritisiert wurde die Entscheidung von Magdeburgs Oberbürgermeister Lutz Trümper und der AfD-Landtagsfraktion. Hingegen wurde die Maskenpflicht von Alexander S. Kekulé begrüßt.
Durch § 1 der „Fünften Verordnung über Maßnahmen zur Eindämmung der Ausbreitung des neuartigen Coronavirus SARS-CoV-2 in Sachsen-Anhalt“ vom 2. Mai 2020 wird es mit Wirkung vom 4. Mai 2020 bis zu fünf Personen aus verschiedenen Haushalten gestattet, sich in „[ö]ffentliche[n] und nichtöffentliche[n] Veranstaltungen, Versammlungen unter freiem Himmel und in geschlossenen Räumen, Aufzüge[n], Zusammenkünfte[n] und Ansammlungen“ zu versammeln. Anfang Juli 2020 wurde das weitreichende Kontaktverbot wesentlich gelockert.
Seit dem 22. Oktober 2020 galt erneut eine allgemeine Maskenpflicht in der halleschen Innenstadt sowie auf der Leipziger Straße und am Bahnhof. Ab dem 2. November 2020 wurde deutschlandweit ein „Teil-Lockdown“ umgesetzt, gegen den sich Sachsen-Anhalt aufgrund vergleichsweise niedriger Zahlen zunächst gewehrt hatte, da es auch zuvor eigene Corona-Regeln durchgesetzt hatte, die von denen im Rest Deutschlands abwichen (u. a. Bußgeld bei Verstoß gegen Maskenpflicht und Falschangaben bei Restaurant-Besuchen, sowie strengere Neuinfektions-Ampel nicht angewendet). Im Laufe des Oktober hatte die Landesregierung den Kurs geändert und zunächst die zum 1. November vorgesehenen Lockerungen abgesagt und dann auch das Bußgeld für die Verstöße gegen die Maskenpflicht eingeführt. Dennoch plante man, am 1. Dezember zu einem „Sachsen-Anhalt-Weg“ zurückzukehren. Ende November wurde der Teil-Lockdown bis zum 20. Dezember verlängert und die Maskenpflicht im ganzen Land auf den Bereich vor Geschäften und insbesondere die Parkplätze dort ausgeweitet. Zudem wurden die Kontaktbeschränkungen verschärft: es war nur noch das Treffen von fünf Personen aus zwei Haushalten möglich. Da sich die Zahlen verschlechterten statt zu verbessern, wurde am 16. Dezember ein „Shutdown“ begonnen. Dieser betraf insbesondere größere Teile des Einzelhandels und dauerte zunächst bis zum 10. Januar 2021.

### Impfungen 2020
Ende Dezember 2020 wurde mit Impfungen begonnen. Die deutschlandweit erste Impfung wurde dabei am 26. Dezember 2020 in Halberstadt verabreicht. Offizieller Impfstart war aber der Folgetag. Da bei den verabreichten Impfstoffen zwei Dosen notwendig waren, kann keine tagesgenau aktuelle Angabe über die Fortschritte gemacht werden. Vom 27. Dezember 2020 bis zum 9. Januar 2021 wurden landesweit 20.799 Impfdosen verabreicht.

### Verlauf und Maßnahmen 2021

#### Januar
Für den Zeitraum vom 11. Januar 2021 bis zum 31. Januar 2021 wurde die Verschärfung der Eindämmungsmaßnahmen beschlossen, worunter auch Bewegungseinschränkungen in den Landkreisen gehörten, die einen 7-Tage-Inzidenzwert von über 200 für mehr als fünf Tage in Folge aufweisen. Hier wurde der Bewegungsradius auf 15 Kilometer von der Gemeindegrenze aus festgelegt, soweit kein triftiger Grund (z. B. Arbeitsweg) vorlag, sich weiter zu entfernen. Zudem wurden im öffentlichen wie privaten Raum Treffen mit mehr als einer Person, die nicht zum Haushalt gehörte, untersagt, wobei es im halböffentlichen und öffentlichen Raum Ausnahmen gab.
Zu Beginn der Maßnahmen wiesen sieben der elf Kreise und eine der drei kreisfreien Städte eine 7-Tage-Inzidenz von mehr als 200 auf, darunter mit dem Saalekreis, dem Burgenlandkreis und Halle (Saale) drei Gebietskörperschaften sogar über 300. Alle anderen Kreise und Städte befanden sich im Bereich zwischen 100 und 200, wobei Magdeburg mit 107,34 den geringsten Wert meldete. Am 13. Januar 2021 wies der Saalekreis die dritthöchste 7-Tage-Inzidenz Deutschlands auf, am 14. Januar waren drei Kreise Sachsen-Anhalts unter den zwölf Kreisen Deutschlands mit dem höchsten Wert, am 15. und 16. Januar sogar vier (Wittenberg, Mansfeld-Südharz, Saalekreis und Burgenlandkreis). Bis zum 20. Januar sank dies auf zwei Kreise Sachsen-Anhalts unter den deutschlandweit zwölf höchsten Werten, wobei der Burgenlandkreis mittlerweile die zweithöchste und der Landkreis Wittenberg die sechsthöchste 7-Tage-Inzidenz Deutschlands meldete. Am 23. Januar war dieser Inzidenzwert bundesweit im Burgenlandkreis am höchsten. Zudem war nun auch Anhalt-Bitterfeld überdurchschnittlich stark betroffen und am 24. Januar wiesen erstmals zwei Landkreise Sachsen-Anhalts deutschlandweit die höchste 7-Tage-Inzidenz auf (Burgenlandkreis und Anhalt-Bitterfeld). Am Folgetag waren unter den zehn am stärksten betroffenen Kreisen drei aus Sachsen-Anhalt, da auch der Salzlandkreis relativ hohe Werte meldete. Am 28. Januar waren erneut drei Kreise Sachsen-Anhalts (Burgenlandkreis, Anhalt-Bitterfeld und Mansfeld-Südharz) unter den zehn Kreisen mit der höchsten 7-Tage-Inzidenz Deutschlands, ebenso am Folgetag. Der Landkreis Anhalt-Bitterfeld war am 30. Januar bundesweit am zweitstärksten bei der 7-Tage-Inzidenz betroffen.
Bis Ende Januar 2021 sank somit zwar die Zahl der Kreise und Städte mit einer 7-Tage-Inzidenz von mehr als 200 auf vier (Salzlandkreis, Anhalt-Bitterfeld, Burgenlandkreis, Mansfeld-Südharz), doch waren dies deutschlandweit mit die höchsten Werte und Sachsen-Anhalt wies mit 143 die bundesweit zweithöchste 7-Tage-Inzidenz auf. Bei der Zahl der Infektionsfälle als auch der Todesfälle auf 100.000 Einwohner befand sich Sachsen-Anhalt hingegen hinter zehn anderen Bundesländern. In Magdeburg und dem Landkreis Stendal erreichte die Inzidenz nunmehr wieder den zweistelligen Bereich. Die Zahl der Todesfälle blieb mit zirka 50 pro Tag in der 4. Kalenderwoche weiter hoch.
 Impfungen 
Die größte Stadt des Landes Halle (Saale) erhielt am 26. Dezember 2020 insgesamt 975 Impfdosen geliefert und verbrauchte diese bis zum 29. Dezember, am 30. Dezember 1.950 Impfdosen, von denen man die Hälfte für die 2. Impfung zurückhielt, sowie am 7. Januar die 3. Lieferung (2.925 Impfdosen), von der bis zum 12. Januar 975 Impfdosen verwendet und der Rest für die 2. Impfung zurückgehalten wurden. Da erst am 19. Januar 2021 die 4. Lieferung anstand, wurden in den ersten drei Wochen der Impfkampagne mit den 5.850 Impfdosen 3.393 Menschen geimpft, was einer Impfquote von 1,4 Prozent der Gesamtbevölkerung der Stadt entspricht. Die ersten Personenkreise waren dabei Mitarbeiterinnen und Mitarbeiter der fünf Kliniken, des Rettungsdienstes sowie von sieben Senioreneinrichtungen der Stadt. In der Landeshauptstadt Magdeburg wurde am 3. Januar die tausendste Impfung verabreicht. Ab dem 11. Januar wurden die Impfzentren der Kreise und kreisfreien Städte schrittweise eröffnet. Aufgrund noch nicht ausreichend vorhandener Impfdosen wurden zunächst – gemäß der Impfverordnung des Bundesgesundheitsministeriums – insbesondere Personen ab dem 80. Lebensjahr sowie Pflegekräfte und Beschäftigte in medizinischen Einrichtungen geimpft. Am 11. Januar eröffneten die Impfzentren der Landkreise Anhalt-Bitterfeld, Burgenlandkreis, Harz, Jerichower Land, Saalekreis und Salzlandkreis sowie der kreisfreien Stadt Halle (Saale). In Magdeburg und dem Landkreis Stendal musste die Eröffnung aufgrund der geringen vorhandenen Impfdosen um eine Woche verschoben werden. Bis Ende Januar 2021 wurde über 48.000 Menschen in Sachsen-Anhalt geimpft, über 17.000 erhielten beide notwendigen Impfdosen.
| Stadt                  | Impfzentrum                                                  |
| ---------------------- | ------------------------------------------------------------ |
| Magdeburg              | Elbauenpark, Tessenowstraße 9a (Messehalle 3)                |
| Halle (Saale)          | Glaucha, Heinrich-Pera-Straße 13 (Turnhalle der Grundschule) |
| Dessau-Roßlau          | Robert-Bosch-Straße 54 (Anhalt-Arena)                        |
| Landkreis              | Impfzentrum                                                  |
| Altmarkkreis Salzwedel | Gardelegen, Philipp-Müller-Straße 18                         |
| Anhalt-Bitterfeld      | Bitterfeld-Wolfen (OT Wolfen), Hauptstraße 1                 |
| Börde                  | Haldensleben, Waldring 113 B/C                               |
| Burgenlandkreis        | Lützen (OT Zorbau), Patterken 9                              |
| Harz                   | Quedlinburg, August-Bebel-Ring 13                            |
| Jerichower Land        | Burg, Platz des Friedens 1 (Stadthalle)                      |
| Mansfeld-Südharz       | Sangerhausen, Dr.-Wilhelm-Külz-Straße 35 (Mammuthalle)       |
| Stendal                | Stendal, Osterburger Straße 83/84                            |
| Saalekreis             | Merseburg, Rischmühle 3 (Mehrzweckhalle Rischmühleninsel)    |
| Salzlandkreis          | Staßfurt, Bodestraße 11 (Ameos Klinikum)                     |
| Wittenberg             | Wittenberg, Mittelfeld 50                                    |

#### Februar
Die Maßnahmen wurden bundesweit bis Mitte Februar 2021 verlängert. In der fünften Kalenderwoche unterschritt der Landkreis Stendal als erster Kreis des Landes wieder die 7-Tage-Inzidenz von 50, fünf weitere Kreise und Städte befanden sich zwischen 50 und 100, sieben zwischen 100 und 170 und nur der Burgenlandkreis wies noch eine vergleichsweise hohe 7-Tage-Inzidenz von 277 auf. Er war damit am 8. Februar 2021 deutschlandweit der am fünftstärksten betroffene Kreis Deutschlands. Die Zahl der täglichen Todesfälle ging in der fünften Kalenderwoche nur leicht zurück und die kumulierte Todeszahl verdoppelte sich von 949 am 13. Januar auf 1.978 am 8. Februar 2021. Am 9. Februar war die 7-Tage-Inzidenz erstmals wieder in keinem der Kreise und keiner der kreisfreien Städten über 200; am 12. Februar nur noch in Dessau-Roßlau, dem Salzlandkreis und dem Burgenlandkreis über 100, in Magdeburg, dem Landkreis Stendal und dem Altmarkkreis Salzwedel hingegen schon unter 50. Um diesen positiven Trend fortzusetzen, wurden die Maßnahmen weitestgehend bis zum 10. März 2021 verlängert, vereinzelte Lockerungen sind ab dem 1. März 2020 vorgesehen.
Am 20. Februar 2021 hielten sowohl die SPD als auch die CDU ihren Landesparteitag als Präsenzveranstaltung ab, da eine Online-Veranstaltung laut Landesgesetz nicht zulässig sei. Kritik wurde dabei insbesondere am weitgehenden Verzicht auf den Mund-Nasen-Schutz auf beiden Parteitagen geäußert. Die Teilnehmer sollen zuvor auf Covid-19 getestet worden sein, hieß aus den Reihen der CDU. Auch wurde auf die Einhaltung von 1,5 Meter Abstand verwiesen, welcher in geschlossenen Räumen allerdings eher als absolutes Minimum gilt (siehe AHA-Formel).
Ende Februar 2021 überschritt die Zahl der bisher gemeldeten Infektionen in Sachsen-Anhalt 60.000. Bei den Fällen pro 100.000 Einwohner lag es mit 2.755 unter dem Bundesdurchschnitt von 2.937. Lediglich Niedersachsen, Mecklenburg-Vorpommern, Schleswig-Holstein, Bremen und Rheinland-Pfalz wiesen einen geringeren Wert auf. Allerdings waren in dieser 7. Kalenderwoche nur in Thüringen mehr neue Infektionsfälle pro 100.000 Einwohner registriert worden, nämlich dort 127 und in Sachsen-Anhalt 86. Auch auf Kreisebene war diese Verschlechterung sichtbar, denn nun befanden sich wieder sechs Kreise und Städte bei einer 7-Tage-Inzidenz von 100–200 und nur der Kreis Mansfeld-Südharz unterhalb der angestrebten 50. Mit insgesamt 2.414 Toten war zudem rein rechnerisch bereits jeder 909. Einwohner mit positivem Covid-19-Befund verstorben. Mit 110 Toten auf 100.000 Einwohner lag Sachsen-Anhalt nicht nur deutlich über dem Bundesdurchschnitt von 84,2, sondern war das am viertstärksten betroffene Bundesland Deutschlands.
 Impfungen 
Anfang Februar 2021 gab es wiederholt Meldungen von Politikern aus Sachsen-Anhalt, die sich impfen ließen, obwohl die Impfreihenfolge sie noch nicht vorsah. Darunter waren Bernd Wiegand (parteilos), Oberbürgermeister der Stadt Halle (Saale), mehrere Stadträte Halles (bisher bekannte Parteien: Hauptsache Halle, MitBürger, Die Linke, Die Grünen, Freie Wähler), Jürgen Dannenberg (Die Linke), Landrat des Kreises Wittenberg, sein Stellvertreter Jörg Hartmann (CDU) sowie Hartmut Handschak (parteilos), Landrat des Saalekreises. Zudem wurden im Landkreis Stendal 330 Polizisten vorzeitig geimpft.
Auf dem Stand vom 17. Februar 2021 gab es in Sachsen-Anhalt 70.643 Erstimpfungen, womit die Zahl der bis dahin registrierten Infektionen (57.611) bereits überschritten war. Zu diesem Zeitpunkt waren drei Impfstoffe in Deutschland zugelassen, wobei AZD1222 (AstraZeneca) nur für Personen bis 64 Jahre genehmigt worden war, so dass er vorrangig für Personen aus dem Gesundheitswesen zum Einsatz kam. So wurden im Saalekreis 5.340 Erstimpfungen sowie 3.622 Zweitimpfungen mit Tozinameran (BioNTech) und 33 Erstimpfungen mit AZD1222 (AstraZeneca) vorgenommen (Stand: 16. Februar 2021). Angesichts von 5.832 registrierten Infektionen insgesamt, war hier das Ziel noch nicht erreicht, möglichst schnell mehr Menschen zu impfen als es bisher insgesamt Infizierte gab. Im Landkreis Harz waren hingegen zu diesem Zeitpunkt bereits deutlich mehr Menschen erstgeimpft (7.107) als bis dahin als infiziert gemeldet wurden (4.621).
Probleme bereitete teilweise die Einhaltung der vorgegebenen Lagertemperaturen. So konnte die Stadt Halle (Saale) am 11. Februar nicht gewährleisten, ob 1.350 Impfdosen von AstraZeneca noch anwendbar sind und sah sich gezwungen, diese an das Land zurückzusenden, da die Kliniken von Halle und Merseburg die Anwendung verweigerten. Als Grund für die falsche Aufbewahrungstemperatur wurden verrutschte Kühlakkus bei der Lieferung an das Impfzentrum genannt. Die geplante Eröffnung eines Impfzentrums in Haldensleben (Landkreis Börde) war auch bis Mitte Februar noch nicht erfolgt, da nicht ausreichend Impfstoff zur Verfügung stand. Sie wurde daher auf Mitte Februar, dann auf den 1. März 2021 verschoben, die Vergabe von Impfterminen sollte frühestens ab dem 22. Februar erfolgen. Bis dahin setzte man vorrangig auf die Impfung der Bewohner und des Personals der Pflegeheime und Krankenhäuser sowie auf mobile Impfteams, die die Risikogruppen zuhause aufsuchten, wenn dies gewünscht wurde. Bis Ende Januar 2021 konnten in der Börde 25 der 39 Einrichtungen erstgeimpft werden, in zwölf gelang auch die vollständige Zweitimpfung.
Bis zum 22. Februar 2021 waren 80.554 Personen in Sachsen-Anhalt erstgeimpft worden. In der 8. Kalenderwoche konnte neben den Impfzentren zudem auch die Vor-Ort-Impfung in einigen Gemeinden angeboten werden. Diese erlangten teils größeren Zuspruch als das oft weiter entfernte Impfzentrum. Aufgrund des immer noch begrenzten Kontingents an Impfstoffen, wurden allerdings z. B. im Saalekreis die nächsten sechs Vor-Ort-Termine für über 80-Jährige bis Anfang April 2021 verteilt. Auch in den Impfzentren selbst gab es Probleme mit Impfstoffmengen. So wurde am 26. Februar 2021 berichtet, dass im Impfzentrum des Landkreises Stendal alle Impftermine für über 80-Jährige bis Ende Juli 2021 ausgebucht seien.
Da der AstraZeneca-Impfstoff zunächst nur für Menschen unter 65 Jahren zugelassen wurde, entschied Sachsen-Anhalt Ende Februar 2021 die zweite Impfstufe zu starten, da in der ersten Stufe nur medizinisches Personal und besondere Risikogruppen der unter 65-Jährigen damit geimpft werden konnten. Somit konnte man das Angebot u. a. auf Schwangere, Zahnärzte und Zahnärztinnen sowie Menschen mit bestimmten Behinderungen ausweiten. Da zudem die Bundesregierung eine Änderung der Impfordnung beschloss, konnten nun auch Lehrkräften und Kita-Personal Impfangebote unterbreitet werden. Da zum 1. März 2021 wieder Präsenzunterricht in den Schulen angeordnet wurde, wurden an dem Sonnabend davor (27. Februar 2021) besonders viele Lehrkräfte geimpft, um so die möglichen, kurzzeitigen Impfreaktionen am Wochenende stattfinden zu lassen. Zudem wurde ein Viertel der für März zugesagten 107.000 AstraZeneca-Impfdosen für Pädagogen reserviert. BioNTech erteilte zudem die Zusage, bis zur 12. Kalenderwoche 128 700 Impfdosen zu liefern. Die Zahl der Geimpften stieg damit sprunghaft an und auf dem Stand vom 2. März 2021 hatten 101.097 Menschen Erstimpfungen erhalten. Neben den beiden Großstädten Halle und Magdeburg konnte auch der Landkreis Harz bis dahin mehr als 10.000 Menschen impfen. Die Hälfte aller Geimpften (53.229) hatten auch eine Zweitimpfung erhalten.

#### März
Trotz des Anstiegs der Neuinfektionen wurden zum 1. März 2021 erste Öffnungen umgesetzt. Grund- und Förderschulen sowie KiTas nahmen den Betrieb wieder auf. Baumärkte, Blumenläden, Buchläden und Fahrschulen durften wieder öffnen. Wirtschaftsminister Armin Willingmann sah darin ein Signal für „etwas mehr Normalität in der Pandemie“. Ab 8. März 2021 wurde bei einer landesweiten 7-Tage-Inzidenz unter 100 auch Bibliotheken, Archiven, Galerien, Museen und Gedenkstätten die Wiedereröffnung unter Auflagen genehmigt. Zudem wurden Terminvereinbarungen für etliche Branchen ermöglicht. Geplant war zudem ab 22. März die Öffnung der Außenbereiche der Gastronomie. Bis Mitte März 2021 stieg der landesweite Durchschnitt der 7-Tage-Inzidenz in Sachsen-Anhalt auf 109,76 an. Mit dem Burgenlandkreis überschritt nun wieder ein Kreis die 200, zwischen 100 und 200 lag die Inzidenz in fünf Kreisen (BÖ, HZ, JL, SK, WB) sowie in der Stadt Halle (Saale). Mit dem Altmarkkreis Salzwedel unterschritt aber zugleich auch ein Kreis wieder die 35er-Inzidenz. Unterhalb des wichtigen Grenzwertes 50 befand sich zudem der Landkreis Mansfeld-Südharz. Von den 65.350 Infizierten, die bis zum 14. März registriert wurden, waren 58.620 geheilt, 2.608 verstorben und 4.122 aktuell infiziert. Der Landkreis Mansfeld-Südharz reagierte auf die vergleichsweise niedrige Inzidenz mit der Wiedereinführung des Präsenzunterrichts zum 8. März 2021.
Der erneute Versuch eines „Sachsen-Anhalt-Weges“ stieß mehrheitlich auf Kritik. Die Öffnungen wurden zwar nur unter bestimmten Bedingungen möglich, wurden aber dennoch gern angenommen. Am 28. März 2021 überschritt der Burgenlandkreis wieder den Wert von 300 bei der 7-Tage-Inzidenz, zudem waren Jerichower Land, Saalekreis und die Stadt Halle oberhalb der 200. Mit dem Altmarkkreis Salzwedel und dem Landkreis Anhalt-Bitterfeld befanden sich zudem nur noch zwei Kreise unterhalb der 100. In Intensivstationen befanden sich 88 Covid-19-Patienten, beatmet wurden davon 41.
 Impfungen 
Am 1. März 2021 öffnete als letztes der 14 – ursprünglich für den Beginn im Januar 2021 vorgesehenen – Impfzentren das in Haldensleben. Derweil bereitete der Landkreis Anhalt-Bitterfeld die Einrichtung eines zweiten Impfzentrums – neben dem in Wolfen – vor, das am 12. März 2021 in Köthen (Anhalt) eröffnet werden konnte. Das dritte Impfzentrum des Kreises, das in Zerbst entstehen soll, scheiterte dagegen lange Zeit an einer geeigneten Lokalität. Schließlich entschied man sich für die Stadthalle, in der auch ein Testzentrum eingerichtet wurde. Das Impfzentrum Zerbst soll am 19. März 2021 die ersten Menschen impfen, die 89 Jahre oder älter sind. Kritisiert wurde der fehlende Anschluss der Stadthalle an den ÖPNV. Daher sollen mobile Impfteams Vor-Ort-Termine anbieten, so etwa im März 2021 in den Städten Zörbig oder Südliches Anhalt. Die Stadt Halle (Saale) lag zu diesem Zeitpunkt nicht nur oberhalb der Impfquote von Sachsen-Anhalt (4,8 Prozent), sondern mit 7,2 Prozent auch über dem bundesweiten Durchschnitt von 5,3 Prozent. Dennoch waren dort noch 7.700 Menschen, die über 80 Jahre alt sind, ungeimpft. Ministerpräsident Reiner Haseloff plädierte Anfang März 2021 dafür, auch den russischen Impfstoff Sputnik V zuzulassen.
Auf dem Stand vom 10. März 2021 war Sachsen-Anhalt mit einer Impfquote von 27,8 Prozent bundesweites Schlusslicht bei den Erstimpfungen der über 80-jährigen Einwohner. Die notwendige Zweitimpfung hatten sogar erst 13,6 Prozent dieser am stärksten von Covid-19 betroffenen Risikogruppe erhalten. Am 11. März 2021 begann das Land auch Polizistinnen und Polizisten zu impfen, da einige von ihnen ebenfalls zur zweithöchsten Prioritätsgruppe gehörten. Allerdings gab es innerhalb der Regierung Streit darüber, ob man allen zirka 6.000 oder lediglich bis zu 2.500 Angeboten unterbreiten solle. Nach Ende Januar 2021 einsetzender Kritik an der in den Impfzentren verwendeten Software wurde deren Austausch bis Ende März 2021 beschlossen.
In der ersten Märzhälfte konnte die Zahl der Impfungen drastisch gesteigert werden: Am 2. März 2021 wurde die einhunderttausendste Erstimpfung vermeldet, am 14. März 2021 waren es 154.659 Erstimpfungen, wobei die beiden größten Städte sowie drei Kreise je mehr als 10.000 Menschen impften. Die landesweite Impfquote lag bei 7 Prozent, bei den Zweitimpfungen hingegen bei 3,1 Prozent. Durch die Eröffnung weiterer Impfzentren und durch Vor-Ort-Termine soll die Anzahl der täglichen Impfungen deutlich gesteigert werden. Allerdings musste AstraZeneca am 12. März 2021 einräumen, dass es seine Zusage von 220 Millionen Impfdosen für die Europäische Union nicht würde einhalten können und es stattdessen nur 100 Millionen sein würden. Dies hatte für Sachsen-Anhalt zur Folge, dass 70 Prozent der durch die Firma zugesagten Impfstoffe nicht geliefert werden konnten. Die verbleibenden 4.800 Impfdosen für die 11. bzw. 12. Kalenderwoche wurden daher den beiden größten Städten zugeteilt und die Impfung der Polizei unterbrochen.
Trotz eines bundesweiten, mehrtägigen Impfstopps für AstraZeneca konnte der Landkreis Anhalt-Bitterfeld neue Vor-Ort-Termine bekanntgeben. Am 24. März 2021 stieg die Zahl der Erstimpfungen landesweit auf 203.881. Binnen drei Monaten hatte man somit zehn Prozent der Bevölkerung des Bundeslandes erstgeimpft. Die Impfquote (9,7 Prozent) lag am 24. März 2021 zwar bei den Erstimpfungen bundesweit im Mittelfeld, gehörte aber bei den Zweitimpfungen mit 3,9 Prozent zur Schlussgruppe, da nur in Schleswig-Holstein und Brandenburg ein noch geringerer Anteil der Bevölkerung (je 3,6 Prozent) eine Zweitimpfung erhalten hatte.

#### April
Vier Kreise (Burgenlandkreis, Saalekreis, Harz, Stendal) sowie die Stadt Halle (Saale) befanden sich am 2. April 2021 bei der 7-Tage-Inzidenz oberhalb der 200. Der Landesdurchschnitt betrug 180. Nachdem die Stadt Halle fünf Tage in Folge eine 7-Tage-Inzidenz von über 200 aufwies, wurde ab Karsamstag (3. April 2021) eine nächtliche Ausgangssperre verhängt sowie die Schulöffnung nach den Osterferien, also ab dem 6. April 2021, nur für Distanzunterricht erlaubt. Einige der vorgenommenen Öffnungen, etwa beim Zoo in Halle, wurden zudem zum Osterfest wieder zurückgenommen. Die Lage entspannte sich dennoch nur langsam. Am 7. April lag der Landesdurchschnitt bei 146. Der Burgenlandkreis konnte wieder weniger als 300 neue Fälle auf 100.000 Einwohner vermelden, Halle, der Saalekreis und der Landkreis Harz wieder unter 200, Magdeburg und der Landkreis Jerichower Land wieder unter 100. Die Zahl der Covid-19-Fälle Fälle in Intensivstationen stieg hingegen auf 119, davon mussten 54 beatmet werden. Am 10. April 2021 wurde die nächtliche Ausgangssperre in Halle beendet.
Mit der 11. Eindämmungsverordnung, gültig ab dem 29. März 2021, ermöglichte das Land die Beantragung von Modellprojekten zur Öffnung einzelner Bereiche. In den Bereichen Gastronomie und Beherbergung wurden Anfang April zwei solcher Modellprojekte genehmigt: Im Landkreis Harz betraf dies die Öffnung der Außengastronomie mehrerer Städte, im Landkreis Mansfeld-Südharz die Öffnung von zwei Hotels. Teilweise wurden die Projekte gar nicht erst beantragt. In Halle, wo ein Modellprojekt im Bereich Kultur starten sollte, war z. B. die aktuelle 7-Tage-Inzidenz zu hoch.
Mitte April 2021 meldete der Burgenlandkreis als erster Kreis in Sachsen-Anhalt mehr als 500 Tote mit positivem Covid-19-Befund seit Beginn der Pandemie. Auch insgesamt verschlechterte sich die Lage erneut und am 15. April meldeten alle Kreise des Landes eine 7-Tage-Inzidenz von über 100. Besonders hoch war sie im Burgenlandkreis (über 400), aber auch in drei weiteren Kreisen und einer Stadt betrug sie mehr als 200. Der Landesdurchschnitt der 7-Tage-Inzidenz stieg dadurch auf 210. Insgesamt waren nun über 80.000 Covid-19-Fälle im Land bekannt. In Intensivstationen wurden 142 Fälle gezählt, davon 74 mit künstlicher Beatmung. In Halle wurde ein Aufnahmestopp für Covid-19-Intensivpatienten beschlossen, die nicht der Stadt Halle selbst zugeordnet wurden. Hintergrund war neben steigenden Fallzahlen auch ein anderer Pflegeschlüssel sowie die Nachholung verschobener Operationen, wodurch die Kapazitäten als erschöpft galten. Zudem musste in Halle die nächtliche Ausgangssperre erneuert werden. Allein hier befanden sich 126 Covid-19-Patienten in den Krankenhäusern, davon 37 in Intensivstationen. In Halle waren 32 KiTas, Horte und Schulen direkt mit Fällen betroffen, weshalb 746 Personen in diesem Zusammenhang in Quarantäne waren. Im Saalekreis stieg derweil die Inzidenz auf über 300. Dennoch war man dort bemüht – ähnlich wie im benachbarten Burgenlandkreis, wo man einen Modellversuch mit drei Tests pro Woche umsetzte – die Schulen offen zu halten. In anderen Kreisen – etwa im Landkreis Stendal – wurden die Schulen hingegen wieder für den Präsenzunterricht geschlossen. Aufgrund der Lage wurde zudem die Genehmigung von Modellprojekten beendet. Am 30. April meldeten noch vier Landkreise eine 7-Tage-Inzidenz von über 200, die restlichen Kreise und Städte befanden sich alle zwischen 100 und 200.
 Impfungen 
Durch die Einbindung der Hausärzte konnte die Impfung der Bevölkerung im April 2021 beschleunigt werden. Die landesweite Quote der Erstimpfungen stieg bis zur Monatsmitte auf 19,5 Prozent, nachdem sie am 1. April 2021, also nach drei Monaten, noch 12 Prozent betragen hatte. Die beiden größten Städte Halle und Magdeburg konnten je über 50.000 Menschen impfen, vier weitere Kreise über 30.000 Menschen, so dass insgesamt am 16. April 426.789 Erstimpfungen gemeldet wurden, wovon 53.368 durch niedergelassene Ärzte vollzogen wurden. Die Zahl der Zweitimpfungen blieb mit 123.180 (5,5 Prozent) weiterhin vergleichsweise gering für dreieinhalb Monate Impfungen. Bis Ende April 2021 stieg die Impfquote bei den Erstimpfungen auf 27,6 Prozent, die der Zweitimpfungen hingegen lediglich auf 7,1 Prozent. Mehr als 600.000 Menschen waren nun geimpft worden.

#### Mai
Anfang Mai 2021 waren mehr als 90.000 Infektionen und über 3.000 Todesfälle seit Beginn der Pandemie in Sachsen-Anhalt bekannt. Die Stadt Halle und der Burgenlandkreis meldeten davon je über 10.000 Infektionsfälle. Die 7-Tage-Inzidenz entspannte sich etwas und am 5. Mai 2021 befand sich die 7-Tage-Inzidenz aller Kreise und Städte unterhalb von 200, der Landesdurchschnitt sank auf 131,9. In den Krankenhäusern waren 125 Fälle in Intensivstationen, darunter 83 beatmete Patienten. Am 21. Mai meldeten erstmals wieder alle Kreise und Städte eine 7-Tage-Inzidenz unterhalb von 100, wobei sie in Magdeburg, dem Altmarkkreis Salzwedel, sowie den Landkreisen Anhalt-Bitterfeld und Börde bereits unterhalb der 50 lag, so dass der Landesdurchschnitt auf 61,1 gesunken war. Von Intensivstationen waren 79 Fälle gemeldet, wovon 49 beatmet wurden. Am Monatsende befand sich einzig der Saalekreis noch oberhalb der 50 Fälle auf 100.000 Einwohner in den letzten sieben Tagen. Der Landesdurchschnitt sank auf 28,3, so dass Lockerungen möglich wurden.
 Impfungen 
Bis zum 7. Mai 2021 konnten in Impfzentrum mehr als 500.000 Menschen, in Arztpraxen weitere 169.898 Bewohner Sachsen-Anhalts geimpft werden. Damit galten mehr als 30 Prozent als erstgeimpft, hingegen nur 8,2 Prozent als vollständig geschützt. Dennoch wurden erste Lockerungen für diejenigen verkündet, die bereits beide Impfungen erhalten haben. Am 12. Mai, mehr als vier Monate nach Impfbeginn, war ein Drittel der Einwohner Sachsen-Anhalts (736.416 Personen) erstgeimpft, wovon niedergelassene Ärzte mehr als 200.000 Impfungen verabreicht hatten. Bei den Zweitimpfungen wurden am selben Tag 10 Prozent erreicht. Am 22. Mai 2021 meldete Halle (Saale) die einhunderttausendste Erstimpfung.

#### Juni
Mitte Juni 2021 befanden sich alle Kreise und Städte bei der 7-Tage-Inzidenz unterhalb der 10, einzig der Altmarkkreis Salzwedel überschritt diesen Wert mit 13,2 noch knapp. Der Landesdurchschnitt sank auf 6,7. Mit dem Saalekreis meldete die mittlerweile dritte Gebietseinheit mehr als 10.000 Infektionen seit Beginn der Pandemie, landesweit waren es nun über 99.000 Fälle. Auf Intensivstationen befanden sich nur noch 19 Covid-19-Patienten, von denen 13 beatmet werden mussten. Dies führte zu weiteren Lockerungen und Öffnungen. So wurde anstelle der FFP2-Maske wieder die OP-Maske im ÖPNV zugelassen, in Schulen entfiel die Maskenpflicht, der Nachweis eines negativen Testergebnisses war in einigen Bereichen nicht mehr notwendig, die zulässigen Besucherzahlen von Veranstaltungen wurden erhöht und Freizeiteinrichtungen durften öffnen. Am letzten Junitag wurde in ganz Sachsen-Anhalt nur ein neuer Covid-19-Fall gemeldet, zudem befanden sich nur noch neun Personen in Intensivstationen. Zwei Städte und 6 Kreise meldeten eine Inzidenz von 0,0.
 Impfungen 
Am 24. Juni 2021, sechs Monate nach Beginn, konnte Sachsen-Anhalt bei den Erstimpfungen der Einwohner das Erreichen von 50,0 Prozent vermelden. Es befand sich damit weiterhin unter den letzten fünf Bundesländern und lag unter dem Bundesdurchschnitt. Dies galt aber auch für die gelieferten Impfdosen.

#### Juli
Auch im Juli 2021 blieb die 7-Tage-Inzidenz niedrig, lag zeitweise in allen Kreisen und Städten unterhalb des Wertes 5. An mehreren Tagen wurden in Sachsen-Anhalt insgesamt nur 2–4 neue Fälle gemeldet. Die Maßnahmen wurden weiter zurückgefahren, indem z. B. die Testpflicht gelockert wurde, und Mitte des Monats wurden mit der 14. Eindämmungsverordnung auch Großveranstaltungen unter Auflagen wieder genehmigt.
Bei den Todesfällen wurde Sachsen-Anhalt mittlerweile – auf dem Stand von Mitte Juli 2021 und mit Blick auf den Gesamtzeitraum der Pandemie – mit einem Wert von 156 auf 100.000 Einwohner nur von den Nachbarländern Sachsen und Thüringen übertroffen, die 248 bzw. 204 meldeten. Andere Bundesländer (Mecklenburg-Vorpommern, Niedersachsen) wiesen halb so viele Todesfälle auf 100.000 Einwohner auf, Schleswig-Holstein mit 56 sogar nur einen Drittel. Bei der rechnerischen Sterberate, also der Anzahl der Todesfälle an den gemeldeten Fällen, befand sich das Jerichower Land mit 4,64 Prozent auf Platz 10 in Deutschland, der Burgenlandkreis auf Platz 12 (4,51 Prozent) und der Landkreis Wittenberg auf Platz 14 (4,45 Prozent). Wie schwer insbesondere der Burgenlandkreis von der Pandemie betroffen war, zeigt, dass er auf dem Stand von Mitte Juli 2021 mit einem Wert von 3328 Toten auf eine Million Einwohner nur von sechs anderen Kreisen in Deutschland übertroffen wurde.
Mit der Ausbreitung der Delta-Variante stiegen die Fallzahlen minimal an und mit dem Saalekreis überschritt ein Kreis am 19. Juli 2021 den Wert 10 bei der 7-Tage-Inzidenz, in allen anderen Städten und Kreisen betrug er 5,0 oder weniger. In den Intensivbetten des Landes wurden am selben Tag nur noch zwei Covid-19-Fälle gemeldet. In Landsberg (Saalekreis) musste vorsichtshalber eine Schule geschlossen werden. Da die Nachfrage an Schnelltestungen in eigens dafür eingerichteten Schnelltest-Stationen sank, beschloss die Stadt Halle (Saale), diese zum 31. Juli 2021 auslaufen zu lassen, da es genügend Alternativ-Angebote gab und zudem nur noch an wenigen Stellen Tests als Nachweis benötigt wurden.
 Impfungen 
Bei den Zweitimpfungen, die bei drei der vier Impfstoffe erst den vollen Impfschutz bewirkten, erreichte Sachsen-Anhalt am 12. Juli 2021 die 40-Prozent-Marke. Da eine gewisse „Impfmüdigkeit“ festgestellt wurde, die auch in nicht wahrgenommenen Terminen zur notwendigen Zweitimpfung ihrer Ausdruck fand, wurde versucht, neue Angebote neben den Impfzentren, sowie den Haus- und Betriebsärzten zu schaffen. Zu diesen dezentralen Impfgeboten gehörten mobile Impfstationen auf halleschen Märkten und Plätzen, Impfangebote bei einer Veranstaltung in Salzwedel oder dem Freilichtmuseum Diesdorf, Impfzelte auf Parkplätzen im Norden Magdeburgs oder auch auf einem Supermarktparkplatz in Stendal. Beim ersten Termin in Halle wurden so 196 Personen geimpft, wobei mehrheitlich der Einmal-Impfstoff von Johnson & Johnson verwendet wurde. Da das Angebot gut angenommen wurde, kamen schnell weitere neue dezentrale Angebote hinzu, die v. a. auf Randgebiete der Großstädte und ausgewählte Bevölkerungsgruppen – wie z. B. Sportfans – abzielten. In den Landkreisen wurde zudem im Laufe des Monats verstärkt darauf gesetzt, Impfungen ohne Termin in den Impfzentren anzubieten, was aber teils nur geringen Zuspruch fand. Der Landkreis Anhalt-Bitterfeld sah sich sogar genötigt, die Schließung des Zweit-Impfzentrums Köthen zum 30. August 2021 zu verkünden, obwohl die Erst-Impfquote im Kreis erst 53,6 Prozent erreicht hatte, und die Zwei-Impfquote 44,3 Prozent betrug. Das Haupt-Impfzentrum des Kreises in Wolfen meldete bereits eine Woche zuvor mehr Impfstoff als Impfwillige.

#### August
Am 17. August 2021 wurde der 100.000ste Infektionsfall seit Beginn der Pandemie in Sachsen-Anhalt gemeldet. Während in anderen Bundesländern die Zahlen stark anstiegen, blieb die 7-Tage-Inzidenz sowie die Belegung der Intensiv- und Beatmungsbetten mit COVID-19-Patienten in Sachsen-Anhalt gering. So waren am 31. August lediglich vier dieser Patienten an Beatmungsgeräte angeschlossen. Als Grund dafür wurde vermutet, dass die Sommerferien in anderen Bundesländern früher endeten und die Reiserückkehrer dort bereits früher neue Fälle verursachten. Zudem wurde auf die Grenzlage westlicher Bundesländer zu Staaten mit hoher Inzidenz verwiesen. Zugleich wurde von Bundesgesundheitsminister Jens Spahn verkündet, dass künftig die Hospitalisierungsrate wichtiger sei als die Inzidenz, da mit dem Wegfall der Testpflicht in vielen Bereichen die Aussagekraft sinke.
 Impfungen 
Trotz einer Ausweitung der Impfangebote stieg die Zahl der Erstimpfungen im Laufe des Monats nur langsam an: Sie betrug am 2. August 2021 57,4 Prozent, vier Wochen später 60,7 Prozent. Die Zahl der Zweitimpfungen näherte sich dadurch der Zahl der Erstimpfungen deutlich an, betrug am 2. August 50,6 Prozent und am 31. August 57,6 Prozent. Am 16. August erfolgte die Empfehlung der STIKO, Impfungen auch in der Altersklasse von 12 bis 17 Jahren durchzuführen.

#### September
Mit dem Beginn der Schulzeit am 2. September 2021 stieg auch die Inzidenz wieder an. Am 20. September war die Zahl der in Quarantäne befindlichen Schulkinder auf 1035 angewachsen, die Zahl der tatsächlich infizierten Schulkinder hatte sich binnen einer Woche auf 260 Fälle verdoppelt. Der Oberbürgermeister von Magdeburg Lutz Trümper rief zur Verhinderung eines weiteren Lockdowns und Corona-Winters auf, was nur mit einer Impfquote von über 80 Prozent zu erreichen sei. Trotz steigender Fallzahlen kam es aber nur in Einzelfällen zu Hospitalisierungen und auch am Ende des Monats war bei lediglich 8 Patienten die künstliche Beatmung notwendig. Die 7-Tage-Inzidenz der Hospitalisierungen betrug 1,70. Am 15. September wurde der 3500ste Todesfall gemeldet. Kein einziger Kreis meldete zu diesem Zeitpunkt eine 7-Tage-Inzidenz oberhalb der 50, der Landesschnitt betrug 29,9.
 Impfungen 
Auch im September 2021 wurden kaum Fortschritte bei den Erstimpfungen erzielt, so dass am Ende des Monats – ein Dreivierteljahr nach Impfstart – lediglich 63,4 Prozent eine Erstimpfung erhalten hatten, 61,0 Prozent eine Zweitimpfung. Deutschlandweit gehörte Sachsen-Anhalt damit zu den Schlusslichtern bei den Impfungen. Da zu wenige Menschen noch das Angebot der Impfzentren wahrnahmen, wurden deren Schließung zum Ende des Monats verfügt. Parallel dazu begannen erste Auffrischungsimpfungen bei den Risikogruppen. Bis zum Ende der zweiten Septemberwoche konnten diese 5.300 Menschen in Sachsen-Anhalt verabreicht werden.

#### Oktober
Im Oktober setzte sich der ansteigende Trend bei den Neuinfektionen fort. Dies fand auch seinen Ausdruck in einer gestiegenen 7-Tage-Inzidenz, die Mitte des Monats im Landesdurchschnitt 59,6 betrug, wobei sie im Süden deutlich höher war als im Norden und zwei der dortigen Kreise eine Inzidenz von über 100 meldeten (Saalekreis, Burgenlandkreis). Hingegen befanden sich die drei Städte sowie vier Kreise des Bundeslandes unterhalb der 50. Die 7-Tage-Inzidenz der Hospitalisierungen lag bei 2,71, was 27 ITS-Patienten entsprach, von denen 11 beatmet wurden. Am Ende des Monats überstieg die Gesamtfallzahl Sachsen-Anhalts bereits die 110.000. Der Altmarkkreis Salzwedel meldete eine Inzidenz von mehr als 200, drei weitere Kreise (Jerichower Land, Salzlandkreis, Burgenlandkreis) Inzidenzen zwischen 101 und 160. Nur in zwei Kreisen befand sich die 7-Tage-Inzidenz noch unterhalb der 50er-Marke. Auch im Salzlandkreis wurde mittlerweile der 10.000ste Infektionsfall seit Anfang 2020 registriert.
 Impfungen 
Bei den über 60-Jährigen waren auf dem Stand vom 8. Oktober 2021 83,1 Prozent vollständig geimpft, bei den 18- bis 59-Jährigen 62,4 Prozent und bei den 12- bis 17-Jährigen 21,3 Prozent. Impfangebote für Kinder unter 12 Jahren gab es noch nicht. Die Impfquote stagnierte weiter und betrug am Ende des Monats landesweit lediglich 64,6 Prozent bei den Erstimpfungen bzw. 63,0 Prozent bei den Zweitimpfungen.

#### November
Im Spätherbst kam es zu einem starken Anstieg der Neuinfektionen und am 2. November 2021 meldete mit dem Landkreis Harz der mittlerweile fünfte Kreis in Sachsen-Anhalt den 10.000sten Infektionsfall seit Beginn der Pandemie. Die Inzidenzen variierten stark zwischen 61,0 im Landkreis Börde und 366,4 in seinem nördlichen Nachbarkreis, dem Altmarkkreis Salzwedel. Im Landesschnitt lag die Inzidenz bei 139,2. Nur Magdeburg und der Landkreis Stendal befanden sich neben der Börde noch unterhalb der 100er-Marke. Das Carl-von-Basedow-Klinikum in Merseburg im Saalekreis meldete sich von der Covid-Versorgung ab, da es durch verschiedene Faktoren, darunter Quarantäne-Maßnahmen und Krankschreibungen, die teils auch auf die Ausbreitung von RS-Viren zurückzuführen waren, aber auch eine generell hohe Auslastung, unter Personalmangel litt. Auch andere Kliniken sowie Gesundheitsämter gerieten bald an ihre Grenzen. Die Infizierten waren mehrheitlich jung und ungeimpft, so dass in diesen beiden Gruppen die Inzidenzen besonders hoch waren.
Bis zum 16. November 2021 hatte sich die 7-Tage-Inzidenz massiv erhöht und betrug im Landesschnitt 352,5. Das war fast sechs Mal so hoch wie Mitte Oktober und täglich wurde ein neuer bisheriger Höchstwert der Pandemie gemeldet. Am schwersten betroffen war weiterhin der Altmarkkreis Salzwedel mit 566, gefolgt vom Burgenlandkreis mit 536,6, dem Landkreis Wittenberg (468,7), der Stadt Dessau-Roßlau (458,7) und dem Saalekreis (426,3). Am niedrigsten lag sie im Landkreis Harz mit 228. Nur die Stadt Magdeburg und drei weitere Kreise meldeten daneben noch Inzidenzen unterhalb der 300er-Marke. Die Gesamtfallzahl des Landes seit Anfang 2020 befand sich bei mehr als 125.000. Binnen eines Monats waren 19.000 neue Fälle hinzugekommen, denn am 16. Oktober waren es noch 106.650 gewesen. Auch die mittlerweile als wichtiger angesehene 7-Tage-Inzidenz der Hospitalisierungen war mit 7,98 stark angestiegen, was 85 Patienten auf den Intensivstationen entsprach, von denen fast die Hälfte beatmet werden musste. Bei den infizierten Schülern wurde mit 1636 am 11. November 2021 ein neuer Höchststand erreicht, weshalb die Wiedereinführung einer Maskenpflicht in den Schulen gefordert wurde. Auch die größte Stadt des Landes meldete die höchste 7-Tage-Inzidenz seit Pandemiebeginn. Öffentliche Einrichtungen – etwa Rathäuser einzelner Städte – schränkten den Publikumsverkehr stark ein.
Am 22. November 2021 meldete mit dem Landkreis Mansfeld-Südharz erstmals ein Kreis in Sachsen-Anhalt eine Inzidenz von über 1000. Auch im Landkreis Wittenberg wurde mit 797,2 ein neuer Höchstwert bei der 7-Tage-Inzidenz erreicht. Im Burgenlandkreis und dem Landkreis Harz lag sie über 600, der Landesschnitt stieg auf 531,8, die Hospitalisierungsinzidenz auf 12,56. Mittlerweile wurden 60 der 110 Covid-19-Patienten in Intensivstationen beatmet. Die Gesamtfallzahl stieg binnen einer Woche – vom 16. bis zum 23. November – um weitere 13.000 Neuinfektionen auf mehr als 138.855. Der Burgenlandkreis meldete am 23. November mit einer Inzidenz von 973 seinen bis dahin höchsten Wert im Gesamtverlauf der Pandemie.
Bis zum Ende des Monats blieben die Infektionszahlen sehr hoch. Der Landkreis Harz meldete am 29. November eine 7-Tage-Inzidenz von 1130, der Landesschnitt stieg bis dahin auf 698,3. Mittlerweile hatten auch die Kreise Wittenberg, Anhalt-Bitterfeld und Mansfeld-Südharz sowie die Stadt Magdeburg den 10.000sten Infektionsfall seit Pandemiebeginn registriert. Die Gesamtfallzahl des Landes stieg auf 153.224 an, die Hospitalisierungsinzidenz sank hingegen auf 11,10. Von den 136 Covid-19-Patienten in Intensivstationen Sachsen-Anhalts mussten 69 beatmet werden.
 Impfungen 
Mit dem starken Anstieg der Fallzahlen im Spätherbst 2021 wurde die Wiedereröffnung der Impfzentren in Betracht gezogen, zumal auch zunehmend Auffrischungsimpfungen anstanden. Der Salzlandkreis entschied sich Mitte November für Impfpunkte in seinen vier größten Städten (Aschersleben, Bernburg, Schönebeck und Staßfurt), um damit die niedergelassenen Ärzte zu entlasten. Diese sollten allerdings nur abwechselnd öffnen, so dass mobile Impfteams deren Betrieb gewährleisten können. Der Burgenlandkreis öffnete sein Impfzentrum in Zorbau wieder. Andere Kreise (Anhalt-Bitterfeld, Stendal) setzten auf mobile Impfteams. Daneben gab es Zwischenlösungen wie die Vermehrung der Termine (Halle), temporäre Öffnungen (Landkreis Harz) oder improvisierte Impfzentren (Dessau-Roßlau). Die Zahl der Auffrischungsimpfungen stieg bis 23. November auf 141.524, was 6,5 Prozent der Bevölkerung des Landes entsprach.

#### Dezember
Am 2. Dezember 2021 meldeten drei Kreise (Burgenlandkreis, Mansfeld-Südharz, Saalekreis) eine 7-Tage-Inzidenz von mehr als 1000, der Landkreis Anhalt-Bitterfeld hingegen lediglich eine Inzidenz von 155, was aber nicht den tatsächlichen Zahlen entsprach, sondern sich darin begründete, dass der Landkreis außer Stande war, die aktuellen Zahlen rechtzeitig zu übermitteln. So lag dort am Vortag die vom Land dem RKI gemeldete Inzidenz bei 171, nach eigene Berechnungen des Kreises aber bei 739. Der Burgenlandkreis registrierte mittlerweile als erster Kreis Sachsen-Anhalts mehr als 20.000 Infektionsfälle seit Beginn der Pandemie. Im Burgenlandkreises lag die 7-Tage-Inzidenz am 2. Dezember bei den Ungeimpften bei 2969, bei den Geimpften hingegen bei 89.
Am 3. Dezember meldete mit dem Burgenlandkreis erstmals eine Gebietseinheit eine 7-Tage-Inzidenz oberhalb der 1200, am 4. Dezember erstmals vier Landkreise eine Inzidenz oberhalb der 1000er-Marke. Am 6. Dezember betrug erstmals die Inzidenz eines Kreises (Mansfeld-Südharz) über 1500. Nur noch ein Landkreis (Stendal) befand sich unterhalb der 600er-Marke, der Landesdurchschnitt wurde mit 861 angegeben. Innerhalb von einer Woche war die Gesamtfallzahl um mehr als 20.000 auf 174.307 angestiegen. Von den 164 Covid-19-Patienten auf den ITS des Landes wurden 77 beatmet. Die 7-Tage-Inzidenz der Hospitalisierungen sank derweil auf 7,02.
Vom 6. bis zum 16. Dezember war an jedem Tag mindestens ein Kreis Sachsen-Anhalts unter den am schwersten von Neuinfektionen betroffenen 10 Kreisen Deutschlands. Zunächst waren das die Kreise Mansfeld-Südharz und Saalekreis, dann der Landkreis Börde. Dieser meldete am 11. Dezember eine 7-Tage-Inzidenz von 1621, was einen neuen Höchstwert darstellte. Zudem wurde an diesem Tag im Saalekreis und in der Stadt Halle jeweils der 20.000ste Fall seit Pandemiebeginn registriert. Am 14. Dezember war der Landkreis Börde der Kreis mit der zweithöchsten Inzidenz Deutschlands. In vier Kreisen (Burgenlandkreis, Saalekreis, Mansfeld-Südharz, Wittenberg) waren mittlerweile rein rechnerisch mehr als 10 Prozent der Bevölkerung infiziert.
Die 7-Tage-Inzidenz nahm ab der Mitte des Monats deutlich ab: Am 9. Dezember berichteten noch fünf Kreise eine Inzidenz von mehr als 1000 (Börde, Mansfeld-Südharz, Saalekreis, Burgenlandkreis, Wittenberg). Zudem lag der Landesschnitt bei 903. Eine Woche später – am 16. Dezember – war der Landesschnitt auf 719 gesunken, und nur noch im Börde-Kreis oberhalb der 1000. Allerdings stieg in diesem Zeitraum die Zahl der beatmeten Patienten von 86 auf 102 und die Hospitalisierungsinzidenz wieder auf über 10. Am 16. Dezember wurde außerdem der 200.000ste Infektionsfall sowie der 4000ste Todesfall Sachsen-Anhalts gemeldet. Innerhalb eines Monats war die Gesamtzahl der Neuinfektionen damit um mehr als 75.000 angewachsen, die der Toten um 350. Rein rechnerisch war seit Anfang 2020 jeder zehnte Einwohner Sachsen-Anhalts mit Covid-19 infiziert und jeder 500. Einwohner daran verstorben. Auch weiterhin kam es immer wieder zu Meldeausfällen seitens der Kreise und Städte, etwa am 20. Dezember bei 6 Städten und Kreisen.
Da es von Seiten der Bundesregierung zunehmende Signale dahingehend gab, dass es zu einer Impfpflicht kommen könnte, wenn sich nicht deutlich mehr Menschen impfen lassen, kam es vermehrt zu lokal organisierten Demonstrationen, an denen am 20. Dezember 2021 landesweit mehrere tausend Menschen teilnahmen. Die 7-Tage-Inzidenz der Neuinfektionen sank im Landesschnitt bis Ende Dezember auf 286,7.
 Impfungen 
Im Vergleich zu den Vormonaten gab es mehr Impfungen und mehr Impfangebote. In der größten Stadt des Landes, Halle (Saale), wurde zum 30. November 2021 das bisherige Impfzentrum wiedereröffnet und bot Öffnungszeiten für terminlose Impfungen an, vergab daneben Termine an ausgewählte Gruppen wie Rettungsdienstmitarbeiter, Lehrer, Erzieher oder – später im Monat – Kinder von 5 bis 11 Jahren. Daneben gab es Impfangebote an anderen Stellen der Stadt, etwa im Bergmannstrost. Dennoch stieg die Impfquote nur sehr langsam weiter an und erreichte Mitte des Monats 69 Prozent bei den Erstimpfungen. Angesichts des nachlassenden Impfschutzes und einer neu nachgewiesenen Mutation, der SARS-CoV-2-Variante Omikron, gab es dringliche Appelle, eine Auffrischungsimpfung zum besseren Schutz durchführen zu lassen. Diese Auffrischungsimpfungen machten den Hauptteil der Impfungen aus und so stieg die Quote der Drittgeimpften bis Mitte Dezember auf 25 Prozent an, was mehr als 620.000 Menschen entsprach.

### Verlauf und Maßnahmen 2022

#### Januar
Obwohl sich die Gesamtfallzahl der Covid-19-Pandemie zwischen dem 1. November 2021 und dem 1. Januar 2022 von 112.250 auf 226.782 mehr als verdoppelte, kam es auch Anfang Januar 2022 zu Demonstrationen gegen Maßnahmen, die die weitere Ausbreitung verhindern sollten. In Halle (Saale) demonstrierten 2.100 Menschen, im Saalekreis 800 (mehrheitlich in Querfurt), im Burgenlandkreis 2.800 (mehrheitlich in Naumburg und Zeitz), im Landkreis Mansfeld-Südharz mindestens 500. In der Stadt Wittenberg waren es 2.000. Beim nicht angemeldeten Protest in Magdeburg kam es zu Ausschreitungen, als einige der 2.500 Teilnehmer versuchten, eine Absperrung zu durchbrechen. Im Landkreis Stendal waren es ca. 630 Teilnehmer, in Bitterfeld 1300, in Dessau 500. Auch in anderen Orten des Landes gab es Demonstrationen. Die 7-Tage-Inzidenz der Hospitalisierungen sank bis zum 3. Januar auf 6,28, allerdings waren noch immer 157 Covid-19-Patienten in ITS-Stationen untergebracht, von denen 98 beatmet werden mussten.
Auch in den folgenden Wochen gab es – insbesondere an Montagen – zahlreiche Demonstrationen gegen die Pandemiebekämpfungspolitik in den Städten Sachsen-Anhalts. Die Teilnehmerzahlen blieben dabei meist auf einem ähnlichen Niveau. Es kam zu einem erneuten Anstieg der Infektionszahlen und der 7-Tage-Inzidenz, da sich die Omikron-Variante schnell in Deutschland ausbreitete. Die landesweite 7-Tage-Inzidenz verdoppelte sich zwischen dem 14. Januar und dem 27. Januar 2022 von 253,6 auf 572,9. Deutschlandweit lag sie hingegen bereits bei 1017,3.  Im Laufe des Monats registrierten auch die Kreise Harz und Anhalt-Bitterfeld, der Salzlandkreis sowie die Stadt Magdeburg jeweils ihren 20.000sten Covid-19-Fall seit Beginn der Pandemie. Insgesamt waren es landesweit nun über 250.000 Infektionen. Die 7-Tage-Inzidenz der Hospitalisierungen Sachsen-Anhalts war immer weiter gesunken, betrug am 14. Januar 4,68, begann dann aber wieder zu steigen, so dass sie am 27. Januar mit 5,23 angegeben wurde.
An den Gegenmaßnahmen änderte sich nicht viel, da Sachsen-Anhalt erneut aus bundesweiten Beschlüssen (Einführung von 2G-Plus in der Gastronomie statt 2G-Regel) ausscherte. Die Stadt Halle (Saale) meldete am 27. Januar sowohl ihr höchste bisher registrierte Zahl von täglichen Neuinfektionen (486) als auch ihre höchste 7-Tage-Inzidenz (860,5), was auch an den folgenden Tagen immer wieder übertroffen wurde, so dass sie am 31. Januar bei 1199 lag. Ähnlich verlief die Inzidenz in Magdeburg, das am 21. Januar mit 519,1 die höchste Inzidenz Sachsen-Anhalts aufwies und am 31. Januar 786,3 meldete. Am 31. Januar war es neben der Stadt Halle (Saale) einzig der Bördekreis, der eine 7-Tage-Inzidenz von über 1000 aufwies. In drei Kreisen war sie auf über 900 gestiegen, sowie in je vier Kreise auf über 600 bzw. über 700.
Impfungen
Ein vom Land koordinierte Impfkampagne blieb weiterhin aus, so dass jeder Kreis anders vorging. Daneben gab es eine Liste der Impfpraxen des Landes, die für jede Stadt und jeden Kreis als PDF-Datei durch das Land bereitgestellt wurde.
| Stadt                  | Impfstrategie | Erstimpfung | Zweitimpfung | Drittimpfung |
| ---------------------- | --- | ----------- | ------------ | ------------ |
| Magdeburg              | Impfpunkte Allee-Center & Sporthalle Sudenburg Wilhelm-Höpfner-Ring 7 (Terminbuchung; mobile Impfteams) | 75,17 %     | 70,75 %      | 30,62 %      |
| Halle (Saale)          | Impfzentrum Turnhalle Heinrich-Pera-Straße 13 + Diakonie Burgstraße (je terminlos) | 76,05 %     | 72,47 %      | 33,75 %      |
| Dessau-Roßlau          | Impfzentrum im Dessau-Center | 78,80 %     | 77,63 %      | 32,81 %      |
| Landkreis              | Impfstrategie | Erstimpfung | Zweitimpfung | Drittimpfung |
| Altmarkkreis Salzwedel | Impfzentrum Gardelegen (Philipp Müller Straße 18) + Impfstelle Salzwedel (Altmarkpassage; Buchenallee 2/4) & Impfstelle Kakerbeck (Dorfgemeinschaftshaus; Dorfstraße 142) (je Terminbuchung) | 67,20 %     | 66,76 %      | 26,19 %      |
| Anhalt-Bitterfeld      | Impfzentrum Köthen (Wallstraße 1) | 65,61 %     | 64,40 %      | 25,96 %      |
| Börde                  | Impfpunkte (je Terminvergabe) Landkreisgebäude Haldensleben (Bornsche Straße 2), Kreisvolkshochschule Oschersleben (Burgbreite 3), DRK Wolmirstedt (Heinrich-Heine-Straße 5), Rot-Kreuz-Zentrum "Obere Aller" Eilsleben (Wilhelmstraße 1) und Soziales Zentrum "Alter Bahnhof" Wanzleben (Bahnhofspromenade 6) + Impfbus (terminlos) | 65,21 %     | 64,36 %      | 23,50 %      |
| Burgenlandkreis        | Impfzentrum in Zorbau + Impfstellen in Bad Bibra, Naumburg und Zeitz (je terminlos) + Impfbus (Pause 31. Dezember 2021 bis 17. Januar 2022 wegen Wartung) | 64,69 %     | 63,37 %      | 21,71 %      |
| Harz                   | Impfzentrum Quedlinburg + Impfbus/dezentrale Impfaktionen (teils mit Terminvereinbarung) | 69,90 %     | 69,65 %      | 38,50 %      |
| Jerichower Land        | Impfpunkte: Haus MuBi in Burg (Magdeburger Straße 24-26) und Kreishaus Genthin (Brandenburger Straße 100) + mobile Impfteams (terminlos) | 69,34 %     | 66,64 %      | 26,03 %      |
| Mansfeld-Südharz       | Impfpunkte (je Terminvergabe): Mammuthalle Sangerhausen (Dr.-Wilhelm-Külz-Straße), Ratskeller Hettstedt (Markt) & ehem. Malzscheune Eisleben (Bahnhofstraße) + Impfbus (mobile Impfteams) | 66,19 %     | 63,19 %      | 28,28 %      |
| Saalekreis             | Terminvergabe für Ortstermine (mobile Impfteams), vorrangig im Einkaufspark Günthersdorf & der Marktgalerie Brühl in Merseburg + einmal im Monat dezentrale Termine (z. B. in Salzmünde, Teutschenthal, Wallwitz u. a.) | 62,08 %     | 60,75 %      | 23,07 %      |
| Salzlandkreis          | Impfzentrum Staßfurt (ehem. Kinderklinik, Bodestraße 11) + Impfpunkte in Aschersleben (Ballhaus; Heinrichstraße 4), Bernburg (Lindenplatz 4) und Schönebeck (Böttcherstraße 3a) + dezentrale Termine (Calbe, Bördeland, Schadeleben u. a.)                                                                                           | 63,32 %     | 61,62 %      | 26,68 %      |
| Stendal                | Impfstelle Stendal + dezentrale Impfaktionen (z. B. in sieben Orten zwischen 3. und 14. Januar) je mit Terminvergabe | 70,82 %     | 68,37 %      | 31,14 %      |
| Wittenberg             | Impfzentrum Turnhalle Berufsschulzentrum Wittenberg (Am Mittelfeld 50) (terminlos) + mobile Impfteams für 9 Städte | 64,19 %     | 62,57 %      | 29,62 %      |

Bis einschließlich 2. Januar 2022 erhielten 69,7 % eine Erstimpfung, 68,0 % eine Zweitimpfung und 33,4 % eine Auffrischungsimpfung. Im Verlauf des Monats näherten sich Erst- und Zweitimpfungsquote noch stärker aneinander an, so dass sie schließlich am 31. Januar landesweit bei 71,1 % bzw. 70,9 % lagen.

#### Februar
Am 4. Februar meldeten gleich 7 Kreise und Städte eine 7-Tage-Inzidenz von über 1000, wobei die Kreise Jerichower Land und Börde Werte über 1400 angaben. Auch alle anderen Städte und Kreise – mit Ausnahme der Landkreise Mansfeld-Südharz und Stendal – wiesen Inzidenzwerte oberhalb von 800 auf. Der Landesdurchschnitt lag dadurch bei 1014,6. Bundesweit war die Inzidenz nur in vier anderen Bundesländern niedriger. Die Hospitalisierungsrate war derweil auf 6,92 angestiegen und lag bundesweit nur in Hessen (6,93) und Mecklenburg-Vorpommern (9,56) höher. Als erste Gebietseinheit des Landes meldete Halle (Saale) die 30.000ste Covid-19-Neuinfektion seit Pandemiebeginn. Insgesamt registrierte man im Februar über 140.000 Neuinfektionen, so dass die Gesamtfallzahl seit Ausbruch der Pandemie 412.427 betrug.

#### März
Im März 2022 erreichte das Infektionsgeschehen mit 197.153 Neuinfektionen den bisherigen Höhepunkt. Binnen eines Monats infizierten sich somit fast 10 Prozent der Einwohner des Bundeslandes. Die extremen Todeszahlen der vorherigen Wellen wurden aber nicht wieder erreicht, denn es wurden 254 Covid-19-Todesfälle gemeldet.

#### April
Auch im April 2022 wurden hohe Neuinfektionszahlen gemeldet: Mit zirka 82.000 Neuinfektionen (3,7 Prozent der Einwohner des Bundeslandes binnen eines Monats) sank der Wert aber dennoch, so dass es „nur“ der dritthöchste Monatswert seit Pandemiebeginn war. Erneut registrierte man fast 250 Covid-19-Todesfälle.

#### Mai
Im Mai 2022 wurden 100 Covid-19-Todesfälle gemeldet. Die Zahl der Neuinfektionen ging deutlich zurück, lag aber über dem Vorjahresniveau.

#### Juni
Im Juni 2022 wurden 28.660 Neuinfektionen registriert, im Juni 2021 waren es 780 gewesen. Während im Vorjahresjuni aber 105 Covid-19-Todesfälle auftraten, waren es diesmal allerdings deutlich weniger (57 Todesfälle). Das Ministerium für Arbeit und Soziales des Landes Sachsen-Anhalt stellte die Veröffentlichung von – bis dahin täglichen – Pressemitteilungen zur Covid-19-Pandemie ein. Stattdessen wurden Wochenberichte durch das Landesamt für Verbraucherschutz Sachsen-Anhalt eingeführt.

#### Juli
Bei den Covid-19-Todesfällen wurde der Vorjahreswert im Juli 2022 deutlich übertroffen, da im Juli 2021 etwa 20 Todesfälle auftraten, im Juli 2022 hingegen 70 – allerdings bei sehr viel höheren Infektionszahlen; im Vorjahresjuli waren es etwa 200 Fälle, im Juli 2022 hingegen 45.361.

#### August
Nachdem sich im Juli 2022 die Zahl der Neuinfektionen im Vergleich zum Vormonat verdoppelt hatte, sank sie im August mit 29.416 Fällen wieder auf das Juni-Niveau. Die Zahl der Covid-19-Todesfälle stieg auf 168 an.

#### September
Im September 2022 gab es 70 Covid-19-Todesfälle. Die Neuinfektionen lagen auf dem Niveau von Juni und August 2022 und damit weiterhin deutlich über den Vorjahreswerten.

#### Oktober
Auch im Oktober 2022 wurden deutlich mehr Covid-19-Neuinfektionen gemeldet als im Vorjahr: Waren es im Oktober 2021 weniger als 10.000, lag der Wert trotz weitgehendem Verzicht auf Testungen im Oktober 2022 bei mehr als 50.000 Fällen. Die Zahl der Covid-19-Todesfälle war mit 121 doppelt so hoch wie im Oktober 2021.

#### November
Im November 2022 entspannte sich das Infektionsgeschehen etwas. Es gab nur halb so viele gemeldete Fälle (24.038) wie im Vormonat und auch nur halb so viele Fälle wie im November 2021 (46.459). Mittlerweile gab es mehr als 900.000 Covid-19-Infektionen seit Pandemiebeginn, was fast der Hälfte der Gesamtbevölkerung des Bundeslandes entsprechen würde, aber weder Zweitinfektionen noch nicht gemeldete Fälle berücksichtigt. Bei den Covid-19-Todesfällen (204) lag man im selben Bereich wie im November 2021 (225), so dass Ende des Monats der mittlerweile 6000. Todesfall seit Pandemiebeginn registriert wurde. Mit 279 Todesfällen auf 100.000 Einwohner lag Sachsen-Anhalt auch weiterhin deutlich über dem Bundesdurchschnitt (190) auf Platz 3 der am schwersten betroffenen Bundesländer.

#### Dezember
Am 6. Dezember gab die Landesregierung bekannt, dass die Verpflichtung zum Tragen von Schutzmasken im ÖPNV ab dem 8. Dezember entfallen soll. Begründet wurde dies mit einer stabilen Infektionslage. Das Bundesland ging diesen Schritt gemeinsam mit Bayern, nachdem sich unter den Gesundheitsministerien der Länder keine Einigung hatte erzielen lassen. In der Bundespolitik stieß die Entscheidung auf ein geteiltes Echo.

### 2023
Zwischen Januar und Mai 2023 kam es noch zu etwas mehr als 20.000 Neuinfektionen, also in mehreren Monaten zu so vielen Fällen wie allein im Dezember 2022. Schon zum 1. Februar wurde die Isolationspflicht für Infizierte aufgehoben, da die Grundimmunität ausreichend sei. Zudem wurde nun auch die Maskenpflicht im Fernverkehr beendet, nachdem dies zuvor bereits im Nahverkehr erfolgt war. Einen Monat später wurde die Testpflicht in Pflegeheimen und Krankenhäusern aufgehoben und die Maskenpflicht auch in Arztpraxen und Krankenhäusern reduziert. Obwohl somit so gut wie keine Schutzmaßnahmen mehr getroffen wurden, sank 7-Tage-Inzidenz bereits Anfang April 2023 erstmals seit zirka anderthalb Jahren wieder unter 50 und sank weiter.
Erste Auswertungen der Pandemie ergaben, dass neben den kurzzeitigen Ausfällen durch Infektionen auch tausende Bewohner Sachsen-Anhalts von Long COVID betroffen waren. Der allgemeine Krankenstand in Sachsen-Anhalt erreichte im Jahr 2022 den höchsten Stand seit Jahrzehnten. Ausfälle aufgrund von Atemwegserkrankungen machten hierbei 42,5 Prozent aus, wohingegen sie im Jahr 2021 für 20,4 Prozent verantwortlich waren.
Am 7. April 2023 endeten bundesweit alle Schutzmaßnahmen, die noch Bestand hatten. Im weiteren Verlauf des Jahres wurden nur noch selten konkrete Daten veröffentlicht, da es kaum mehr Testungen gab und die 7-Tage-Inzidenz im Mai 2023 bei 0 anlangte. Aus dem Corona-Sondervermögen des Landes wurden Gelder für dutzende Pflegeeinrichtungen in Sachsen-Anhalt zur Verfügung gestellt, um deren Infrastruktur zu verbessern und die frühe Eindämmung von auftretenden Fällen zu ermöglichen.
Ab Ende September 2023 stieg die Zahl der Covid-19-Fälle in Intensivbetten minimal an.

### Impfstoffproduktion
Ende Februar 2021 wurde berichtet, dass in Sachsen-Anhalt gleich zwei wichtige Produzenten von Impfstoff ansässig sind. Zum einen IDT Biologika in Dessau-Tornau, zum anderen Dermapharm in Carlsfeld (Sandersdorf-Brehna).
IDT Biologika

IDT Biologika füllte zu diesem Zeitpunkt den AstraZeneca-Impfstoff ab, soll aber zum einen diesen künftig auch selbst produzieren, zum anderen wurde dort seit Anfang Oktober 2020 an einem eigenen Covid-19-Impfstoff geforscht. Dieser von der Ludwig-Maximilians-Universität München entwickelte MVA-Vektorimpfstoff soll Mitte 2021 in die abschließende Phase III gehen und eine beschleunigte Zulassung Anfang 2022 beantragt werden. Die Forschungsarbeit wird durch die Bundesregierung mit mehr als 100 Millionen Euro sowie der Reservierung von 5 Millionen Dosen gefördert. Geplant ist daher ein massiver Ausbau der Kapazitäten, so dass ab Ende 2022 mehr als 10 Millionen Impfdosen pro Monat produziert werden können. Auch die Ermöglichung der Nutzung der Anlage durch andere Impfstoffhersteller wurde anvisiert. Damit wäre es eine der größten Impfstoff-Produktionsanlagen weltweit. Der Ausbau soll mehr als 100 Millionen Euro kosten. Im März 2021 wurde auch für den Impfstoff Ad26.COV2.S (Johnson&Johnson) die Produktion durch IDT Biologika vereinbart, wofür drei Monate lang die eigentlich reservierte Produktionslinie eines Dengue-Virus-Impfstoffkandidaten genutzt werden soll.
Dermapharm

Dermapharm füllte bereits ab Oktober 2020 den Corona-Impfstoff von BioNTech/Pfizer ab. Die Kapazitäten sollen so weit ausgebaut werden, dass bis zu zwei Milliarden Impfdosen jährlich produziert werden können, so dass auch der Export von Impfstoffen ermöglicht werden würde. Diese Anhebung der Produktion soll aber auch über einen zweiten Standort – die Tochterfirma Allergopharma GmbH & Co. KG in Reinbek – ermöglicht werden.

## Folgen der Pandemie
Das Bruttoinlandsprodukt sank im Jahr 2020 um 3,9 Prozent, obwohl Sachsen-Anhalt erst zum Ende des Jahres stärker von der Pandemie betroffen war. Der Grund hierfür lag in den eingreifenden Maßnahmen in der Frühphase der Pandemie, so dass das starke Minus der ersten Jahreshälfte (−5,2 Prozent) durch die zweite Jahreshälfte 2020 etwas abgeschwächt wurde. Dadurch war Sachsen-Anhalt sowohl im bundesweiten Schnitt (−4,9 Prozent) als auch im Vergleich der ostdeutschen Bundesländer (−4,0 Prozent) vergleichsweise weniger stark betroffen. Einzelne Branchen, insbesondere der Wirtschaftsbereich „Handel, Verkehr, Gastgewerbe, Information und Kommunikation“ (−5,6 Prozent), waren aber beim Vergleich der Jahre 2019 und 2020 stärker betroffen als es bundesweit im Schnitt (−4,9 Prozent) der Fall war. Einzelne Wirtschaftszweige verzeichneten große Produktionseinbußen, darunter insbesondere die Mineralölverarbeitung (−36,2), der Maschinenbau (−13,4 Prozent) oder die Metallerzeugung/Metallbearbeitung (−13,9 Prozent). Im Schnitt lagen die Wert-Einbußen beim verarbeitende Gewerbe sowie dem Bergbau im Jahr 2020 bei −9,2 Prozent. Zuwächse erzielten nur einzelne Branchen wie die mit der Herstellung von pharmazeutischen Erzeugnissen beschäftigte (+7,0 Prozent) oder der Fahrzeugbau (+19,4 Prozent). Die Vergnügungssteuer der Stadt Halle halbierte sich im Jahr 2020 fast, da die Spielhallen über längere Zeiträume hinweg geschlossen blieben und zahlreiche Veranstaltungen nicht durchgeführt werden konnten. Nicht völlig geklärt ist, ob auch die sinkende Anzahl der Pendler auf die Pandemie zurückzuführen ist. Zudem war im Jahr 2020 ein deutlicher Rückgang bei den Verkehrsunfällen zu beobachten.
In der polizeiliche Kriminalstatistik für das Jahr 2020 gab es signifikante Entwicklungen, die als Folge der Pandemie angesehen wurden. So sank die Zahl der Wohnungseinbrüche, Laden- und Fahrraddiebstähle deutlich, wohingegen die Internetkriminalität (Bereich der Vermögens- und Fälschungsdelikte) sowie Diebstähle in Kellern und auf Dachböden deutlich anstiegen. Auch die Widerstandshandlungen gegen Polizistinnen und Polizisten nahmen deutlich zu, wohl auch, da die Umsetzung der jeweils gültigen Eindämmungsverordnungen durch die Polizei abgesichert wurde. Zudem wurde ein deutlicher Rückgang von „Straftaten unter Beteiligung von Zuwanderinnen und Zuwanderern“ ermittelt. Bei den politisch motivierten Straftaten wurden die durch die Pandemie-bedingten gesondert aufgeführt. Allein die Polizeiinspektion Halle (Saale) registrierte im Jahr 2020 in ihrem die Zuständigkeitsbereich 87 Straftaten im Zusammenhang mit Corona, landesweit waren es 113.
Einzelne Ausbrüche von Covid-19 wirkten sich auch direkt, aber dafür nur kurzfristig, auf die Infrastruktur aus. So musste die Freiwillige Feuerwehr Halle-Passendorf am 20. März 2021 außer Dienst gesetzt werden, nachdem zwei Kameraden positiv auf das Coronavirus getestet wurden, die zuvor an einem Einsatz teilnahmen, so dass die ganze Station in Quarantäne kam. Die Aufgaben wurden solange den benachbarten Wehren übertragen. Unter den Infizierten im Landkreis Wittenberg befand sich Mitte Februar 2021 ein Busfahrer, so dass der Standort in Quarantäne geschickt werden musste. Dies führte zum Ausfall von dutzenden Busfahrten. Nach einer Woche wurde dort der Regelbetrieb wieder aufgenommen.
Im Sportbereich musste der Spielbetrieb, aber auch das Training, immer wieder ausgesetzt bzw. heruntergefahren werden. Die Fußball-Saison 2019/20 wurde ab März 2020 ausgesetzt und schließlich auf diesem Stand – nach 21 Spieltagen – abgebrochen. Am 15. März 2021 wurde auch die Fußball-Saison 2020/2021 abgebrochen, die schon seit dem 10. Spieltag (Oktober 2020) ruhte, nachdem erneut die Mehrheit der Vereine dafür votierte. Den jeweiligen Erstplatzierten von der Verbandsliga bis hinab zur Landesklasse wurde der Aufstieg ermöglicht, Abstiege hingegen nicht vollzogen, offizielle Meister gab es ebenso wenig. Auch bei anderen Mannschaftssportarten (z. B. Volleyball, Handball) kam es wiederholt zu Saisonabbrüchen. Das hallesche Eishockey-Team Saale Bulls musste am 2. April 2021 seine Saison abbrechen, nachdem zahlreiche Spieler positiv getestet wurden.
Das Statistische Bundesamt wies im Juli 2022 darauf hin, dass die Lebenserwartung von männlichen Ostdeutschen zwischen dem Jahr 2019 und dem Jahr 2021 um mehr als ein Jahr gesunken sei, da durch die Pandemie besonders viele ältere Menschen vorzeitig verstarben. Während sie in Westdeutschland bei den Männern um 0,4 Jahre sank, waren es in Ostdeutschland 1,3 Jahre. Dadurch lag die Lebenserwartung ostdeutscher Männer (76,4 Jahre) nun mehr als zwei Jahre unter der westdeutscher Männer (78,6 Jahre) sowie mehr als sechs Jahre unter der ostdeutscher Frauen (82,7 Jahre) und fast sieben Jahre unter der westdeutscher Frauen (83,3 Jahre). Bei den Frauen war der Unterschied zwischen Ostdeutschland (2019 bis 2021 0,9 Jahre weniger) und Westdeutschland (0,3 Jahre weniger) ebenfalls deutlich sichtbar.

## Nachgewiesene Mutationen
Ende Januar 2021 wurde die südafrikanische Virusmutationen B.1.351 im Landkreis Stendal und der Stadt Halle (Saale) in je zwei Fällen nachgewiesen. Anfang Februar 2021 wurden in Halle (Saale) auch die  Mutationen B.1.1.7 (Großbritannien) & B.1.1.6 (Norwegen, Luxemburg) in Krankenhäusern nachgewiesen. Kurz zuvor gab es Nachweise von B.1.1.7 in Magdeburg (drei Fälle) und dem Landkreis Harz (ein Fall), sowie bei Fällen im Landkreis Mansfeld-Südharz und im Landkreis Wittenberg (ein Fall) durch private Labors, die dann bestätigt wurden. Am 13. Februar 2021 wurde erneut die britische Variante in Halle nachgewiesen. Im Landkreis Wittenberg wurden am 17. Februar 16 Personen mit der Mutation B.1.1.7 registriert.
Anfang März 2021 wurde die britische Variante verbreiteter nachgewiesen: Von 151 zur Sequenzierung eingesandten Proben aus Halle (Saale) wiesen 43 die Mutation B.1.1.7 auf. Nicht ganz so stark wie im Rest von Deutschland breitete sich die Variante seit Mitte Februar aus. Waren es in der 7. Kalenderwoche noch 6 Prozent, schwankte es in Sachsen-Anhalt in den vier darauffolgenden Wochen stets zwischen 14 und 18 Prozent bei den sequenzierten Proben, wohingegen es deutschlandweit im Schnitt in 29 bis 41 Prozent der sequenzierten Proben nachgewiesen wurde. Alle anderen Mutationen (B.1.351, P.1) blieben in diesem Zeitraum von Mitte Februar bis Ende März 2021 verschwindend gering vertreten. Ende Mai 2021 wurde in Halle (Saale) die indische Variante Delta B.1.617.2 nachgewiesen. Die als besonders ansteckend geltende SARS-CoV-2-Variante Omikron wurde bis zum 3. Januar fünf Mal in Sachsen-Anhalt nachgewiesen.